# Telecomunicación

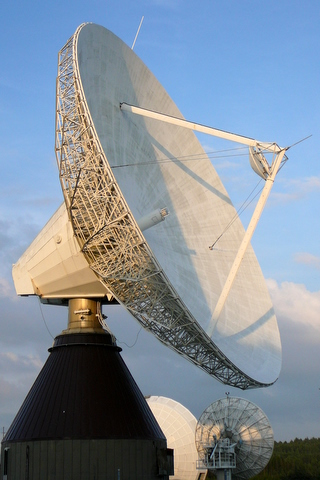
Antena para la transmisión de señales electromagnéticas.

Una telecomunicación es toda transmisión y recepción de señales de cualquier naturaleza, típicamente electromagnéticas, que contengan signos, sonidos, imágenes o, en definitiva, cualquier tipo de información que se desee comunicar a cierta distancia. Por metonimia, también se denomina telecomunicación (o telecomunicaciones, indistintamente) a la disciplina que estudia, diseña, desarrolla y explota aquellos sistemas que permiten dichas comunicaciones; de forma análoga, la ingeniería de telecomunicaciones resuelve los problemas técnicos asociados a esta disciplina.
Las telecomunicaciones son una infraestructura básica del contexto actual. La capacidad de poder comunicar cualquier orden militar o política de forma casi instantánea ha sido radical en muchos acontecimientos históricos de la Edad Contemporánea —el primer sistema de telecomunicaciones moderno aparece durante la Revolución Francesa—. Pero además, la telecomunicación constituye hoy en día un factor social y económico de gran relevancia. Así, estas tecnologías adquieren una importancia como su utilidad en conceptos de la globalización o la sociedad de la información y del conocimiento; que se complementa con la importancia de las mismas en cualquier tipo de actividad mercantil, económico-financiera, profesional y empresarial. Los medios de comunicación de masas también se valen de las telecomunicaciones para compartir contenidos al público, de gran importancia a la hora de entender el concepto de sociedad de masas.
La telecomunicación incluye muchas tecnologías como la radio, televisión, teléfono y telefonía móvil, comunicaciones de datos, redes informáticas, Internet, radionavegación o GPS o telemetría. Gran parte de estas tecnologías, que nacieron para satisfacer necesidades militares o científicas, ha convergido en otras enfocadas a un consumo no especializado llamadas tecnologías de la información y la comunicación, de gran importancia en la vida diaria de las personas, las empresas o las instituciones estatales y políticas. Es por este contexto que la tendencia actual es la comunión de la telecomunicación con otras disciplinas como la informática, la electrónica o la telemática para diseñar y ofrecer estos productos y servicios, suficientemente complejos y multidisciplinares como para que la frontera entre la aportación de dichas disciplinas no sea percibida por las personas.

## Etimología y evolución del término
El término «telecomunicación» tiene su origen en el francés Télécommunication, palabra que inventó el ingeniero Édouard Estaunié al añadir a la palabra latina communicare —compartir— el prefijo griego tele-, que significa distancia. Con este término pretendía usar una misma palabra para denominar a la «transmisión del conocimiento a distancia mediante el uso de la electricidad», que hasta ese momento era la telegrafía y la telefonía, y lo publicó por primera vez en Traité Practique de Télécommunication Électrique (Télégraphie-Téléphonie) de 1904.
El castellano asimiló con éxito el préstamo en varios ámbitos de la vida pública, académica, política y empresarial. Ya en el 1907 se impartía una asignatura de «telecomunicación» en la Escuela Oficial de Telegrafía de Madrid con los contenidos de telefonía, telegrafía, radiotelegrafía y radiotelefonía; y en el año 1920 Juan Antonio Galvarriato publicó El Correo y la Telecomunicación en España. La vida política también se habituó a usar el término y, en 1921, el gobierno de Manuel Allendesalazar solicitó un ambicioso plan de ampliación de los «servicios de Telecomunicación», que si bien nunca llegó a materializarse debido al Desastre de Annual, demuestra el uso del término en castellano. De hecho, en esa época «telecomunicación» era sinónimo de modernidad, por lo que se incorporó al nombre de muchas compañías de la época como la "Compañía Ibérica de Telecomunicación" de Antonio Castilla López en 1916 o la "Compañía de Telecomunicación y Electricidad" en 1919.
La consolidación real del término a nivel internacional llegó con la constitución de la Unión Internacional de Telecomunicaciones (UIT) en la Conferencia de Madrid de 1932, en la que se definió «telecomunicación» como «toda comunicación telegráfica o telefónica de signos, señales, escritos, imágenes y sonidos de cualquier naturaleza, por hilos, radio u otros sistemas o procedimientos eléctrica o visual (semáforos)». El avance de la telecomunicación acabó por dejar desfasada esta definición y, en el actual Reglamento de Radiocommunicaciones, se redefine el término:
| « Telecomunicación: Toda transmisión, emisión o recepción de signos, señales, escritos, imágenes, sonidos o informaciones de cualquier naturaleza por hilo, radioelectricidad, medios ópticos u otros sistemas electromagnéticos (CS). » |

Por metonimia, el estudio de la telecomunicación o las telecomunicaciones se denomina «Telecomunicación» o «Telecomunicaciones» indistintamente.

## Historia

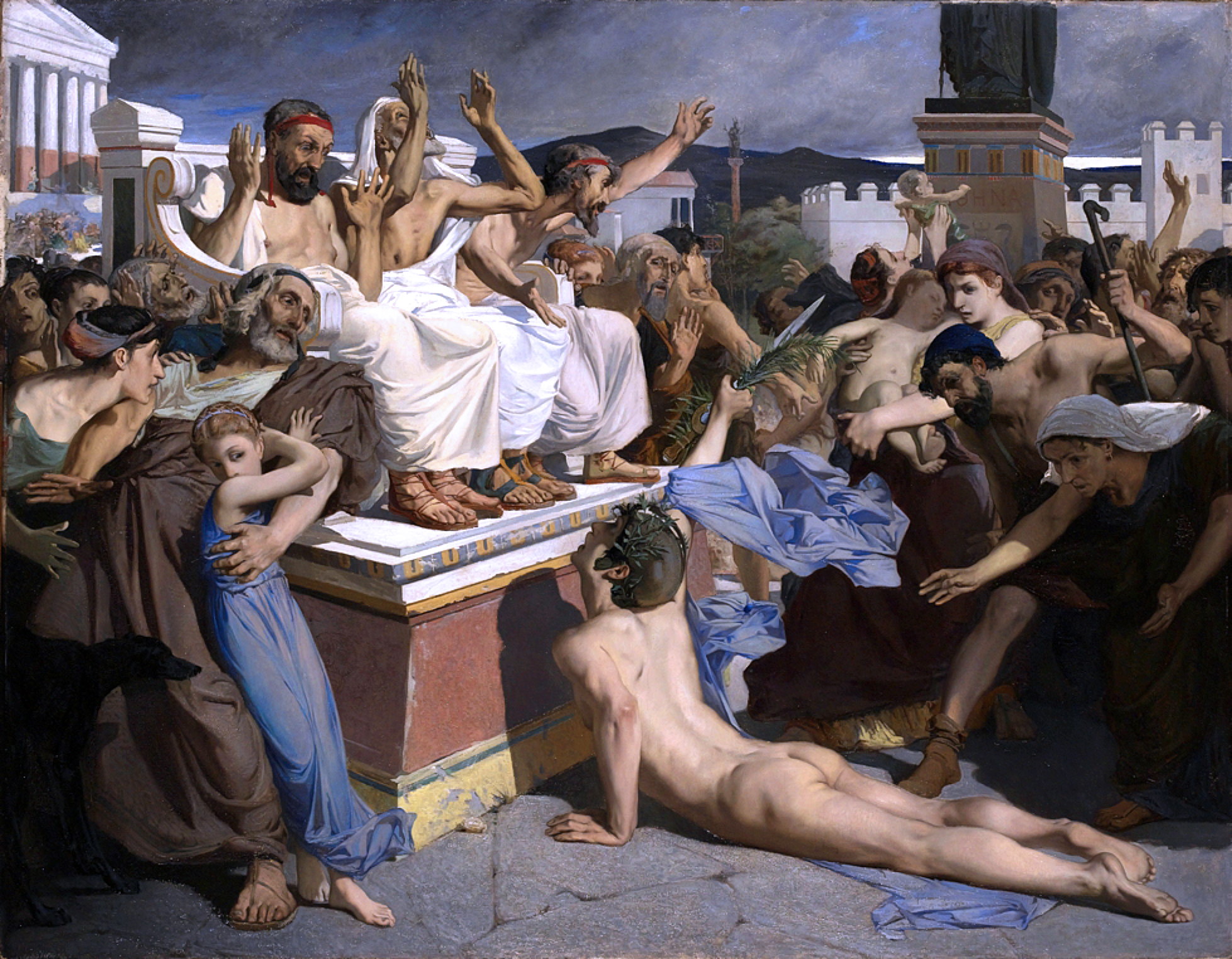
Cuadro de Luc-Olivier Merson, 1869.
Según la leyenda de Maratón de Heródoto, el soldado Filípides recorrió los 42 km que separan Atenas de Esparta portando un mensaje de ayuda.

Aunque como se ha visto, la «telecomunicación» como estudio unificado de las comunicaciones a distancia es una idea reciente, siempre han existido medios de comunicación que también son estudiados por esta disciplina. A lo largo de la historia han existido diferentes situaciones en las que ha sido necesaria una comunicación a distancia, como en la guerra o en el comercio. Sin embargo, la base académica para el estudio de estos medios, como la teoría de la información, datan de mediados del siglo XX.
Conforme las distintas civilizaciones empezaron a extenderse por territorios cada vez mayores, fue necesario un sistema organizado de comunicaciones que permitiese el control efectivo de esos territorios. Es probable que el método de telecomunicaciones más antiguo sea el realizado con mensajeros, personas que recorrían largas distancias con sus mensajes. Hay registros de que ya las primeras civilizaciones como la sumeria, la persa, la egipcia o la romana implementaron diversos sistemas de correo postal a lo largo de sus respectivos territorios.

### Antecedentes
Las primeras tecnologías usadas en la telecomunicación usaban las señales visuales como las almenaras o las señales de humo, o acústicas como mediante el uso de tambores, cuernos o bramaderas.
Así, el dramaturgo griego Esquilo (525-456 a. C.) relata en su obra Agamenón que el personaje homónimo de la mitología comunicó a la ciudad de Argos, de la que era rey, y a su esposa Clitemnestra, la victoria de los aqueos sobre Troya mediante una cadena de señales de fuego que iban de un punto a otro. También el historiador griego Polibio (204-122 a. C.) explica otro ejemplo de comunicaciones a larga distancia, el telégrafo hidráulico, que según cuenta fue desarrollado por Eneas el Táctico en el siglo IV a. C. Consistía en dos cubas de agua provistas de sendos grifos y, sumergida de forma vertical, una tablilla con los signos y señales que se deseaban transmitir. El emisor alertaba al receptor con antorchas el momento en el que ambos debían abrir y cerrar el agua, de tal forma que el nivel del agua indicaba qué mensaje de la tablilla se deseaba transmitir.

Sin embargo, estas primeras manifestaciones técnicas no dieron como resultado sistemas de telecomunicación reales, sino que hasta la Edad Contemporánea no se inventaron formas para realizar comunicaciones a distancia. Fue el correo postal, en sus diferentes manifestaciones, el que asumió el papel de comunicar a las personas durante casi toda la historia.

Condé ha vuelto a poder de la República: la rendición se ha efectuado esta mañana a las seis.
Primer mensaje del telégrafo óptico de Chappe.

El sistema, que resultó ser un éxito en el terreno militar, se extendió por toda Europa aunque con las modificaciones propias de cada país, como el diseño de Murray en Gran Bretaña o el de Breguet y Betancourt, así como el de Mathé, en España.
|                                                             |
| El telégrafo hidráulico fue utilizado por Eneas el Táctico. |

|                                                   |
| Bramadera usada por los Apaches para comunicarse. |

|                                                                  |
| Cuerno usado en Sudamérica por la cultura moche en el siglo III. |

|                                                              |
| En 1792 se instaló en Francia una red de telégrafos ópticos. |

### SigloXIX. Los avances eléctricos

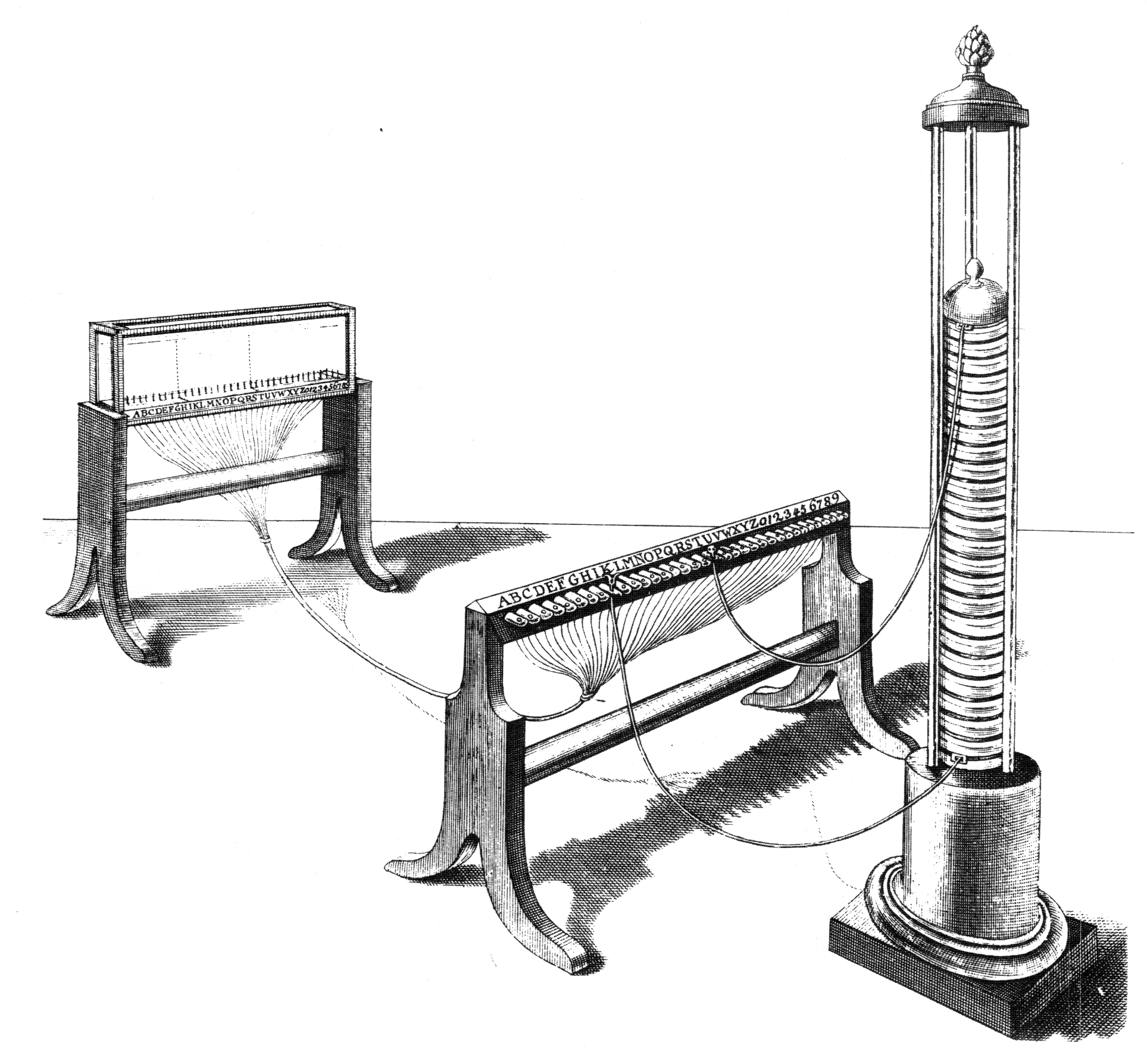
Ilustración de un artículo de Sömmerring de 1810.
Como se aprecia el telégrafo electroquímico de Sömmerring usaba la electricidad de una pila voltaica, el instrumento alto de la derecha.

Aunque fue en el año 1729 cuando el científico Stephen Gray había descubierto formalmente que la electricidad podía ser transmitida, los primeros experimentos técnicos no se materializaron hasta el siglo XIX, cuando Alessandro Volta presentó a la Royal Society un instrumento capaz de generar corriente continua, la pila voltaica —véase la historia de la electricidad—. Por ejemplo, un experimento inicial en la telegrafía eléctrica fue el telégrafo electroquímico creado por el científico alemán Samuel Thomas von Sömmerring en 1809, basado en un diseño menos robusto de 1804 del científico español Francisco Salvá Campillo. Este invento empleaba señales eléctricas que se enviaban por diversos cables metálicos, una por cada letra. En el extremo receptor las corrientes electrolizaban el ácido de unos tubos individuales de vidrio liberándose corrientes de burbujas de hidrógeno en el tubo correspondiente para que fueran vistas por el operador del receptor.

#### El telégrafo

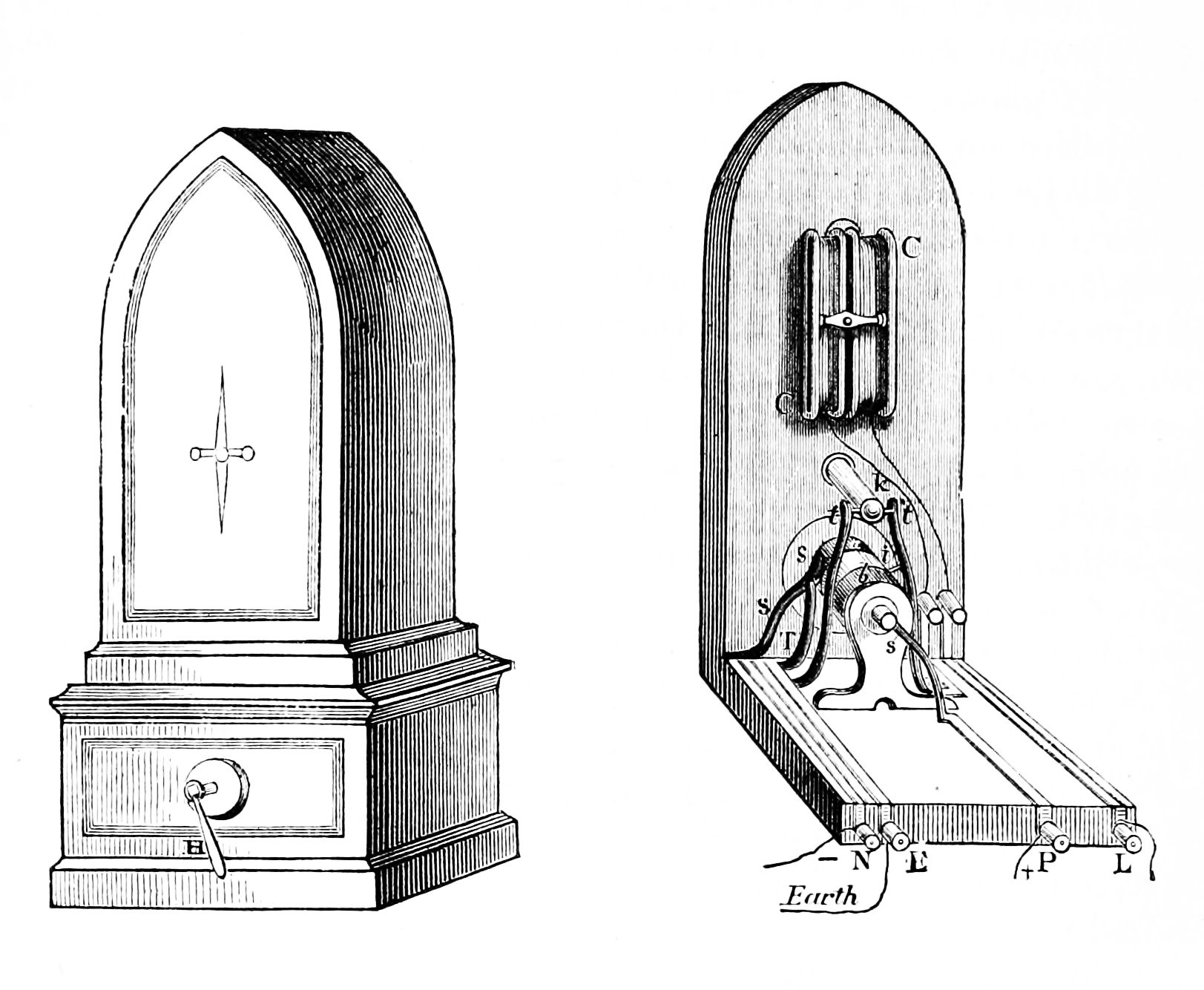
Grabado de Popular Science Monthly Volume 3, p. 418 (en inglés).
Telégrafo de una sola aguja de Cooke y Wheatstone. Cuando se giraba la manivela en un sentido, el movimiento se replicaba en el receptor.

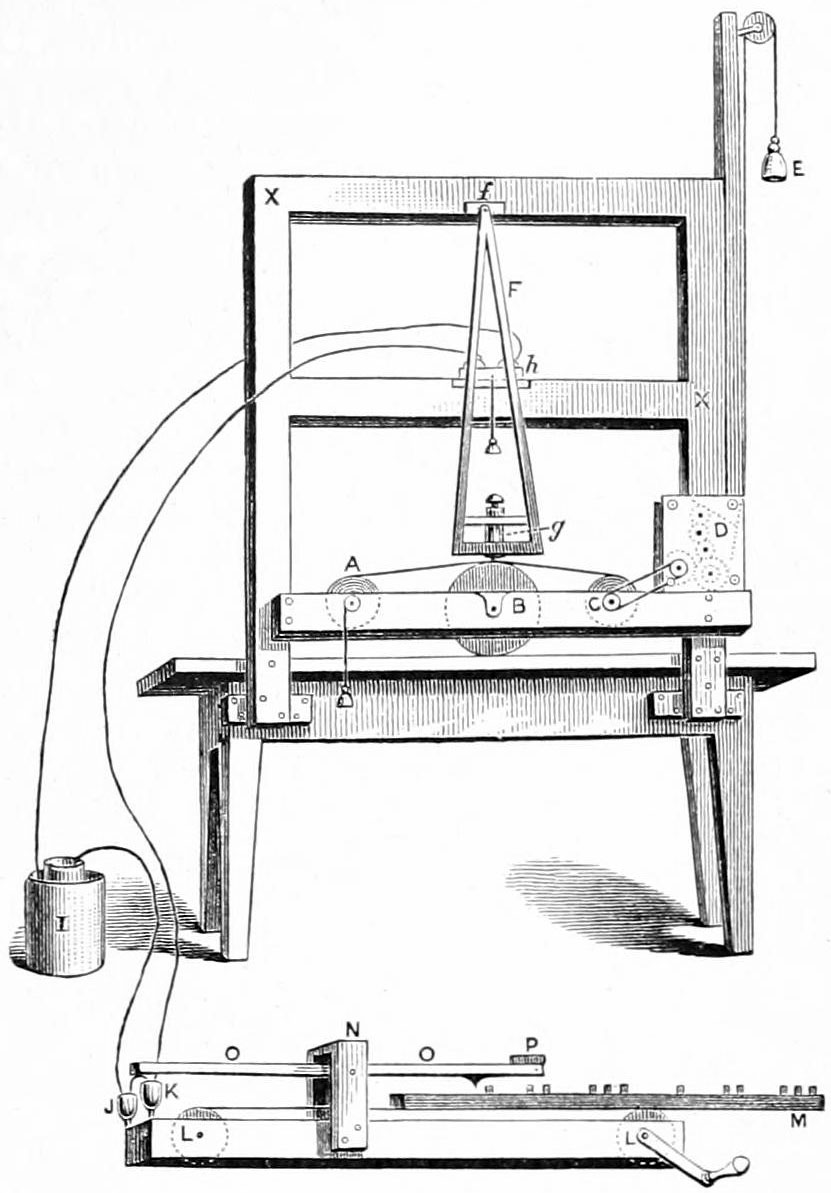
Grabado de Appletons' Cyclopædia of American Biography, p. 426. (en inglés) de 1900.
Grabado del diseño original del telégrafo de Morse.

El telégrafo eléctrico, que se desarrolló en la primera mitad del siglo XIX, tiene su origen en multitud de experimentos y nuevas tecnologías, por lo que no se puede mencionar un único inventor aunque sí algunos nombres importantes.
Por ejemplo, el diplomático ruso Pavel Schilling construyó en 1832, en su propio apartamento, un telégrafo electromagnético que usaba seis galvanómetros como receptores cuyas agujas señalaban el carácter enviado. Otro ejemplo lo encontramos en los célebres científicos Gauss y Weber, quienes en 1833 instalaron una línea telegráfica entre la universidad y el observatorio astronómico de Gotinga donde ambos trabajaban. Consiguieron comunicarse haciendo mover la aguja de un magnetómetro, con la que coordinaban el tiempo, y llegaron a desarrollar un código de 5 bits.
Sin embargo no fue hasta la primera patente de un telégrafo cuando este salió de los laboratorios. Fue en 1837, cuando William Fothergill Cooke, quien se asoció con el profesor de física Charles Wheatstone, patentó un telégrafo de cinco conductores eléctricos que hacían mover otras cinco agujas imantadas con las que señalar una de las 20 letras que tenía el aparato. En julio de ese mismo año hicieron una demostración de su invento entre las estaciones de Euston y Camden Town, pero no fue hasta el 9 de julio de 1839 cuando empezó a funcionar su invento entre la estación de Paddington, en Londres y la de West Drayton, a 21 kilómetros de distancia. Esta vez, sin embargo, utilizaron una variante de su invento que usaba solo dos agujas y utilizaba un código de pulsos eléctricos positivos y negativos para cada carácter.

Finalmente, tras conseguir reducir el número de agujas de su invento a una sola, Cooke y Wheatstone fundaron la Electric Telegraph Company en 1846, precursora de la primera empresa de telecomunicaciones —la British Telecom—, y para 1852 ya había instalados en Inglaterra 6500 km de líneas telegráficas. El invento se extendió a lo largo de Europa y se instalaron líneas en diversos países como Francia (1845), Austria-Hungría y Bélgica (1846), Italia (1847), Suiza (1842) o Rusia (1853).
La otra pareja clave en la historia de la telegrafía fue la formada por el pintor Samuel Morse y Alfred Vail, ambos estadounidenses y contemporáneos a Cooke y Wheatstone. Samuel Morse había oído hablar en 1832 sobre los electroimanes en el transcurso de un viaje, y se le ocurrió usarlos para hacer mover un lapicero que marcase el mensaje enviado en un papel. En 1835 fue nombrado profesor de literatura, de arte y de dibujo en la universidad de Nueva York, por lo que pudo dedicarse a construir su primer prototipo. Sin embargo, no sería hasta 1837 cuando junto con Alfred Vail consiguiese un prototipo totalmente operativo. En 1843 consiguieron 30 000 dólares estadounidenses para financiar la construcción de una línea telegráfica entre Washington y Baltimore, la cual se inauguró el 1 de enero de 1845.

Así se consolidó también el uso del telégrafo en Estados Unidos. En este país, entre 1861 y 1865 tuvo lugar la Guerra de Secesión, en la que se tendieron miles de kilómetros de líneas telegráficas y se explotaron todos los avances técnicos de la época como la telegrafía, la aerostática, el ferrocarril o los barcos de vapor. Para 1866 la empresa que había unificado el mercado —la Western Union Telegraph Company— tenía más de 2250 oficinas y 120 000 kilómetros de líneas; y se ofrecían servicios tanto personales como profesionales, como el servicio de noticias de Associated Press.
Conforme el uso del telégrafo se iba consolidando se les fueron añadiendo nuevas mejoras y funcionalidades. Cabe destacar el modelo de telégrafo que patentó David Edward Hughes en 1855 con el que se podían transmitir hasta 45 palabras por minuto en vez de las 25 palabras por minuto del sistema Morse. Se trataba de un sistema que, utilizando una rueda con las letras del alfabeto, imprimía directamente el mensaje transmitido en un lenguaje comprensible. Otro gran avance fue el que introdujo Émile Baudot en 1874, quien invento un tipo de multiplexación por división de tiempo que permitía varias comunicaciones simultáneas usando la misma línea; o Tomas Edison, quien había trabajado desde los quince años como telegrafista e inventó en 1874 un sistema de comunicaciones cuádruplex con el que enviar cuatro telegramas simultáneos por el mismo hilo.
El telégrafo se consagró como el medio de comunicación predilecto. Si en 1865 el total de líneas telegráficas de los miembros de la Unión Telegráfica Internacional era de 500 000 kilómetros y se enviaban unos 30 millones de mensajes, hacia 1913 había 7 millones de kilómetros de líneas y se transmitían 500 millones de telegramas. Solo algunos países de Europa, como Inglaterra o España, adoptaron mayoritariamente el sistema de Cooke y Wheatstone, y en el resto del mundo se prefirió el sistema de Morse. Este fue establecido para las líneas telegráficas internacionales en la Conferencia de París de 1865 cuando se constituyó la Unión Telegráfica Internacional. Después, en 1903, este mismo organismo recomendó en la Conferencia de Londres el uso del sistema de Hughes para las líneas de mayor actividad y el de Baudot para los servicios con más de 500 telegramas diarios.
El telégrafo se había consagrado como el medio de comunicación por antonomasia, e influyó notablemente en otras tecnologías futuras hasta el punto de condicionar su denominación: 'telégrafo parlante' o 'mejoras en telegrafía' —teléfono—, o la 'telegrafía sin hilos' —radiocomunicación—.

#### El teléfono
Uno de los inventos más exitosos del siglo XIX, que aún es muy usado en nuestros días, fue el teléfono. Este invento hizo posible comunicarse utilizando la voz, aunque en un principio no se apostó por su desarrollo debido al éxito y el poder que ya tenía el telégrafo. Como en muchos otros casos, el invento y desarrollo del teléfono no se debe a una sola persona, y fueron varios los inventores que desarrollaron tecnologías relacionadas con la telefonía. De hecho, las primeras especulaciones sobre la posibilidad de transmitir la voz a distancia son muy anteriores a la invención del teléfono. Por ejemplo, Robert Hooke especuló sobre la transmisión de la voz a distancia, pero sus experimentos con cuerdas tirantes no tuvieron mucho éxito; y G. Huth utilizó por primera vez la palabra ‘teléfono’ en A Treatise concerning some Acoustic Instruments and the use of the Speaking Tube in Telegraphy (1796) al sugerir usar instrumentos acústicos para comunicarse a distancia, así como el uso de un tubo en telegrafía.
Pero no fue hasta el desarrollo de una tecnología específica cuando se puede hablar de los primeros pioneros: Antonio Meucci, Philipp Reis, Innocenzo Manzetti, Elisha Gray o Alexander Graham Bell, entre otros. El comienzo de la telefonía estuvo marcado, de hecho, por numerosas batallas legales por la autoría de los primitivos teléfonos, por lo que es preferible recurrir al orden cronológico a la hora de enumerar los distintos avances técnicos o las patentes de estos.

Así, en 1856 Antonio Meucci instaló en su domicilio un dispositivo que conectaba el dormitorio con el sótano con el que poder hablar con su esposa enferma, que llamó «teletrófono» —«telettrofono» en italiano—, y que supuestamente fue publicado en la prensa. Sea como sea, el primer artilugio al que se le llamó «teléfono» —«telefón» en alemán— fue el presentado por Philipp Reis en 1862, quien usó una membrana de cuero para su dispositivo. El resultado fue un teléfono que permitía transmitir notas eléctricas y sonidos sencillos, pero en el que se hacía prácticamente imposible hablar. Dos años después, en 1864, Innocenzo Manzetti inventó su propio 'telégrafo parlante' —télégraphe parlant en francés— que permitía transmitir la voz, y fue publicado por los medios.

Sin embargo, la primera patente de un sistema telefónico fue la que obtuvo el estadounidense Alexander Graham Bell en 1876, con la que obtuvo la explotación en exclusiva del invento hasta 1893 y logró llegar a monopolizar el mercado en Estados Unidos. Otro inventor, el también estadounidense Elisha Gray presentó una solicitud de patente de un sistema telefónico el mismo día que Bell —en realidad que su inversor, Hubbard—, pero llegó tarde por unas horas. Cabe destacar que Bell se vio envuelto hasta en 600 litigios por la autoría del teléfono, incluidos Meucci, Gray, Edison o la entonces todopoderosa Western Union, pero ganó todos los juicios. La autoría del teléfono sigue siendo aún motivo de controversia y difiere según el país.
Sea como sea, la realidad es que el mercado no supo ver el potencial del invento, calificado de "juguete", pues todas las necesidades de comunicación eran resueltas con el telégrafo, que además dejaba testimonio escrito de lo transmitido. Así, el verdadero hito de Bell y sus asociados fue haber iniciado, y luego monopolizado, un mercado tan importante como es el telefónico, que llegó a estar controlado casi por completo por la American Telephone & Telegraph Company —inicialmente Bell Telephone Company—. Por supuesto, eso pasó en los Estados Unidos, pero el desarrollo en el resto del mundo se hizo a imagen y semejanza del caso estadounidense.

Bell, profesor de hijos sordomudos y conocedor de la fisonomía del oído humano, buscaba la forma de construir un teléfono —el pensó en un "oído eléctrico"—, pero todos los experimentos de la época trataban de inventar la telegrafía armónica con la que transmitir multitud de conversaciones telegráficas en un mismo hilo, cada una con una nota. Los esfuerzos de Bell hicieron que perdiera la mayoría de sus alumnos para dedicar tiempo a sus experimentos, por lo que los padres de los dos únicos alumnos que le quedaban, su futuro suegro Gardiner Hubbard y Thomas Sanders, empezaron a financiarle si se centraba en buscar un telégrafo armónico. Bell, sin embargo, siguió investigando su oído mecánico junto con Thomas Watson, un hábil constructor que cubría la torpeza de Bell con los cacharros eléctricos. En junio de 1875 lograron identificar un sonido metálico a través del invento, y el 14 de febrero de 1876 Hubbard pidió la patente bajo la denominación de "mejoras en telegrafía", en la que se mencionaba que serviría para enviar voz u otros sonidos telegráficamente. El 10 de marzo Bell recibió la patente 174 465 y tres días después pronunciaría la famosa frase «Señor Watson, venga aquí, le necesito» a través de su teléfono.

Pero el contexto en la década de 1870 no era el más propicio para las grandes inversiones, debido fundamentalmente a la crisis económica de 1873 y a la consolidación del telégrafo —se cuenta que la propia Western Union se negó a comprar la patente del teléfono—. Así, Bell y Watson de centraron en hacer diversas demostraciones de su invento, incluyendo la exposición universal de ese año, mientras que Hubbard empezó a comercializar el producto a bajo coste y a conseguir conferencias para Bell. Un año después, en 1877 constituyeron la Bell Telephone Company, repartiéndose los beneficios en 3 décimas partes para cada uno —Bell, Hubbard y Sanders— y una décima parte para Watson; y a finales de ese año ya tenían 3000 teléfonos instalados y muchas deudas. No fue hasta la incorporación de Theodore Vail —hermano de Alfred Vail— cuando la empresa empezó a tomar buen rumbo, pero para ese año ya había 1730 compañías competidoras en los Estados Unidos, incluida la Western Union que había fichado a Edison para que mejorase la tecnología de Bell. La situación siguió siendo precaria durante dos años, en los que Watson inventó el timbre del teléfono e instalaron un teléfono en el despacho del presidente Hayes; hasta que en 1879 la Corte Suprema dio la razón a Bell en su proceso contra la Western Union, por lo que se quedó con sus 56 000 clientes para tener un total de 133 000 abonados. A partir de ese año el grupo liderado por Vail se hizo con todo el mercado estadounidense, pues tenían aún 17 años hasta que caducara la patente para explotar en exclusiva el invento, y de hecho las acciones de 50 dólares valían ahora más de 1000 dólares. En esos 13 años alcanzaron los 230 000 clientes y se refundaron como la American Telephone & Telegraph Company. La compañía siguió creciendo, dentro de las fluctuaciones propias del mercado, hasta llegar a ser un auténtico monopolio, diferencia primordial entre el mercado estadounidense y el europeo en el que el monopolio de estas infraestructuras fue ejercido por el Estado. La empresa fundó los Laboratorios Bell, compró gran parte de la Western Union y siguió siendo una de las empresas más grandes de la historia hasta que las acciones antimonopolio del Departamento de Justicia de los Estados Unidos lograron separar la compañía en entidades locales —Baby Bells— en 1984.
Otro gran hito en la telefonía fue la invención de la conmutación de manos de Tivadar Puskás.

#### Los cables submarinos
El desarrollo de la telecomunicación en el último tercio del siglo XIX estuvo marcado por la cooperación internacional en la telecomunicación, que tuvo sus inicios en las actividades cotidianas de los telégrafos que, en las propias fronteras de las distintas naciones de la época, se intercambiaban y traducían los mensajes transfronterizos. Sin embargo, los mares y océanos constituían una frontera natural difícil de evitar.
Durante este siglo se investigó el uso de medios de transmisión de formas simples, de hierro o cobre, y en la mayoría de ocasiones sin recubrimiento externo. Cabe recordar que la forma de investigar de la época era el ensayo y error, en la que se probaban decenas de materiales para solventar un problema hasta dar por el óptimo. En 1847 Werner von Siemens y otros inventaron métodos para recubrir cables de gutapercha para impermeabilizarlos.
El primer cable submarino fue el que se largó en el paso de Calais —canal de la Mancha— entre el cabo Gris-Nez —Francia— y el cabo Southerland —Inglaterra— de manos de los hermanos John y Jacob Brett. Se trató de un cable telegráfico que fue tendido por el remolcador Goliaht el 28 de agosto de 1850, pero que fue seccionado por un pescador local al poco tiempo, el cual lo exhibió como trofeo. El año siguiente se volvió a largar un cable, que corrió más suerte que el anterior, formado de 4 hilos de cobre de 1,65 mm de diámetro recubiertos de cáñamo y reforzado con 10 alambres de hierro galvanizado de 7 mm de diámetro. Debido al éxito de este primer cable la idea se extendió y en 1852 se unió Gales y Escocia con Irlanda, y al año siguiente se conectó Bélgica y Dinamarca a través del mar del Norte. Se tendieron también cables entre Córcega y Cerdeña, Italia y Córcega, Tasmania y Australia, y muchas otras localizaciones. En 1860 ya existía un enlace directo entre Inglaterra y la India que salvaba numerosas vías de agua como el canal de Suez.
Sin embargo, el gran desafío de la época fue tender el primer cable telegráfico transatlántico, una auténtica proeza en la ingeniería de la época. El 7 de agosto de 1857, el buque de guerra Agamemnon, trató de largar unos 3200 kilómetros de cable fabricado con un núcleo de siete hilos de cobre recubiertos de gutapercha —hasta los 12,2 mm— y un refuerzo exterior de 18 alambres de hierro. Sin embargo, 10 días después de su partida de Irlanda, el cable se rompió a 3600 m de profundidad —2000 brazas—, por lo que se abandonó el proyecto. El verano siguiente se reintentó el tendido, pero con otro planteamiento: el Agamemnon y el Niagara se encontrarían en medio del atlántico, cada uno con la mitad del cable, y tras unir ambos extremos el 28 de junio partieron cada uno en direcciones opuestas; el cable del Agamemnon se rompió a los 230 km de travesía, por lo que ambos fondearon en Queenstown —Terranova— a la espera de órdenes. Un mes después del primer intento, el 28 de julio de 1858, ambos barcos repitieron la operación una vez más y lograron tender los 2340 km de cable necesarios para unir Dowlas Bay —Valentia, Irlanda— y la bahía de Trinity —Terranova—, a donde ambos barcos llegaron el 5 de agosto. Esa misma noche se envió el primer telegrama anunciando la llegada, así como diversas felicitaciones. Sin embargo, apenas un mes después, el 3 de septiembre, el cable se averió debido a una sobrecarga de tensión. A pesar de los múltiples fracasos, el empresario Cyrus Field, dueño de la compañía Atlantic Telegraph Company, consiguió fletar una nueva expedición para largar otro cable. Tras la Guerra de Secesión, el 23 de julio de 1865, el buque Great Eastern —el más grande de la época— zarpó de Valentia con 3700 km de cable, 3 veces más grueso que el anterior, con rumbo a Terranova. A principios de agosto, cuando se habían tendido más de 1900 de cable, los técnicos del barco descubrieron un defecto de fabricación que les obligó a reflotar varios kilómetros de cable para sustituirlo, con tan mala fortuna que este se rompió durante las tareas de reparación. Tras tres intentos fallidos de recuperar el cable, después de conseguir encontrarlo en el fondo del océano, el barco regresó a Irlanda. Por fin, en 1866, el Great Eastern consiguió largar con éxito el cable submarino y, para rematar la faena, recuperó el cable perdido un año antes del fondo del Atlántico y lo completó para tener un segundo cable a través del océano.
Desde entonces, se han tendido muchos más cables submarinos a lo largo de todo el planeta, mejorando las tecnologías existentes hasta el uso de la actual fibra óptica. Se calcula que hoy en día el 90 % del tráfico de Internet se transmite por cables submarinos —el resto, por satélites—.

### SigloXX. Guerra y electrónica

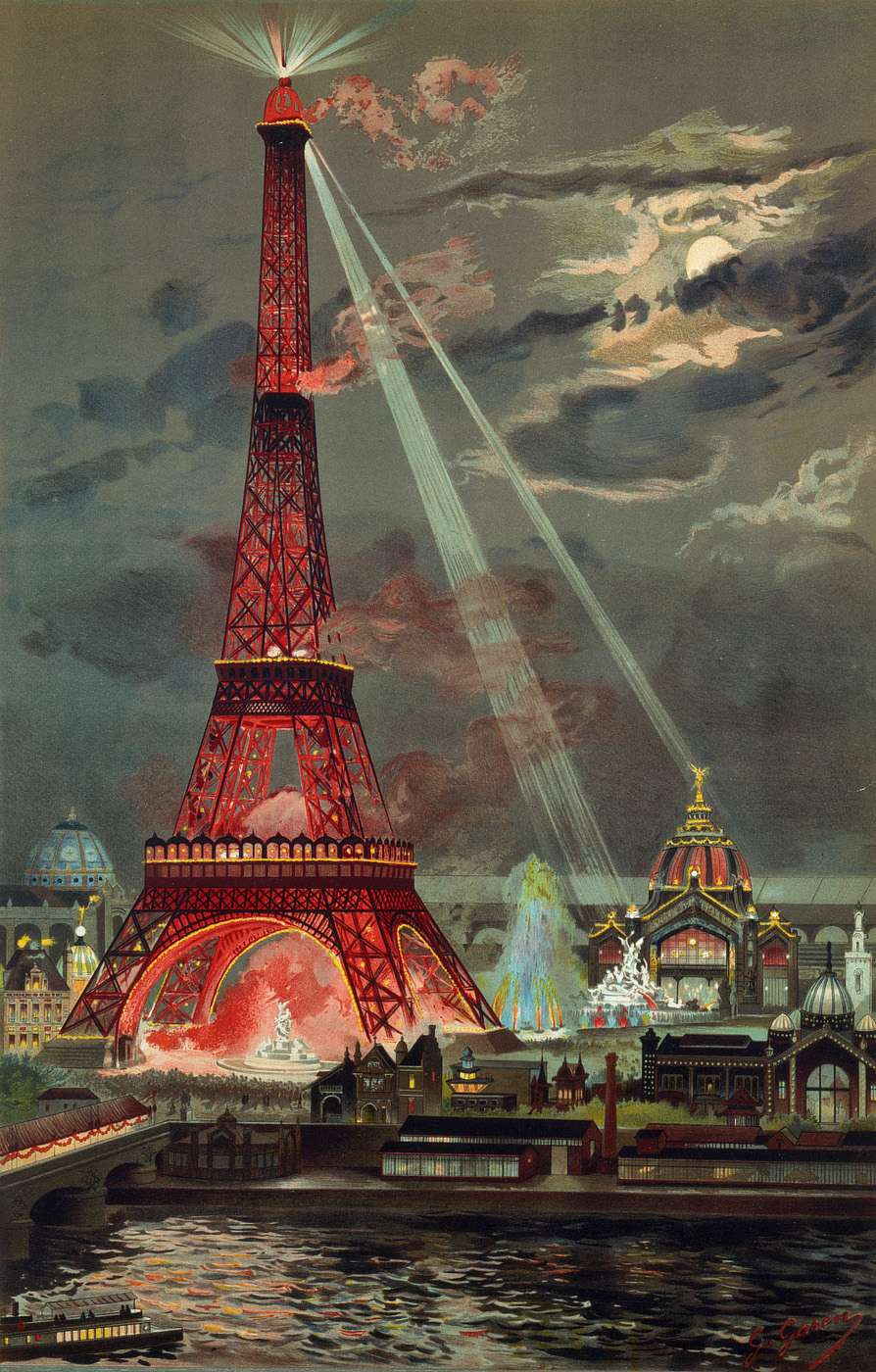
Embrasement de la Tour Eiffel pendant l’Exposition universelle de 1889, Georges Garen, 1889.
Las exposiciones universales de la época, que promocionaron el progreso científico y la confianza en el progreso, fueron verdaderas catapultas para los avances en telecomunicaciones.

A finales del siglo XIX, en la llamada Belle Époque, se generalizó un sentimiento de optimismo, ilusión y confianza en el devenir del progreso y el potencial de la ciencia y técnica —positivismo y cientificismo—. El auge de la burguesía y las clases medias supuso una irrupción de personas ajenas a la aristocracia en el poder político, y hasta el proletariado sintió cierta confianza en el futuro conforme la lucha obrera crecía e iba consiguiendo pequeños logros. Se sucedían las exposiciones universales, que promocionaban una visión del progreso global y sin fronteras, y las noticias del mundo exterior se difundían más fácilmente gracias al ferrocarril, al cable submarino y al telégrafo, el sistema de telecomunicación que dominaba la época. Se llegó a creer incluso que ya estaba todo inventado, a pesar de que los últimos años del siglo XIX y los primeros del xx fueron especialmente prolíficos para la ciencia y la técnica: los hermanos Lumière proyectaron la primera película cinematográfica en 1895; la medicina avanzaba con descubrimientos como el protagoinizado por Ronald Ross, que descubrió cómo se transmitía la malaria; los físicos Henri Becquerel, Marie Curie y Pierre Curie descubrieron la radiactividad del uranio y el radio respectivamente, descubrimiento que les valió el premio Nobel en 1903; la aviación nació en Estados Unidos de la mano de los hermanos Wright, etc.

#### La radiocomunicación
La telecomunicación también se nutrió de los notables experimentos científicos de la época. Así, Heinrich Rudolf Hertz reformuló las ecuaciones de Maxwell, que predecían la propagación de las ondas electromagnéticas, y en diversos experimentos en la década de 1880 produciendo y midiendo sus propias ondas demostró que estas 'ondas hertzianas', como se llamó en la época a estos fenómenos electromagnéticos, se podían reflejar, refractar, polarizar, difractar e interferirse.
Otros muchos ampliaron estos experimentos —entre los que destaca Augusto Righi—, hasta conseguir una base que permitió la puesta en marcha de un nuevo sistema de telecomunicación, superior al telégrafo en eficiencia y eficacia: la radiocomunicación o 'telegrafía sin hilos'.
La invención de la radiocomunicación, como ocurre con el teléfono, está disputada entre varios inventores, entre los que destacan Edouard Branly, Nikola Tesla, Aleksandr Stepánovich Popov y Guillermo Marconi; este artículo narra los hechos de forma cronológica. Además, tal y como ocurrió con el telégrafo o el teléfono, el crédito de este tipo de invenciones suele ser otorgado a quien patenta y comercializa los nuevos sistema, y no a quien descubre cierto fenómeno en un laboratorio.

Por ejemplo, en 1891 Edouard Branly descubrió el cohesor, un simple tubo de cristal relleno de limaduras metálicas que permitía el paso de la corriente eléctrica cuando incidían en este ondas electromagnéticas, y que sería usado por inventores coetáneos para detectar dichas ondas. De hecho, en Francia Branly es considerado el inventor de la radiocomunicación.

El prolífico inventor Nikola Tesla, que disputó contra Thomas Alva Edison la guerra de las corrientes, también llevó a cabo diversas experiencias y diseñó varios inventos que permitían el transporte efectivo de energía electromagnética, pero se centró en el transporte industrial de energía eléctrica y no buscó una aplicación de sus inventos para el transporte de información. Así, entre 1891 y 1893 presentó diversos trabajos y experimentos que permitían la transmisión efectiva de energía eléctrica en la banda de los 5,1 MHz.

También Oliver Joseph Lodge influyó de una manera notable a otros inventores, sobre todo debido a una conferencia sobre los experimentos de Hertz que dio en 1894 en la Royal Institution de Londres. Pero además realizó notables inventos que permitieron poco tiempo después construir los primeros sistemas de radiotransmisión eficaces. Así, en mayo de 1897 solicitó la patente, número 11 575, de un sistema de sintonización de radio —filtrado de una sola banda de frecuancias— basado en el fenómeno de resonancia electromagnética.
El físico ruso Aleksandr Stepánovich Popov leyó la conferencia de Lodge sobre Herth, lo que le sirvió de inspiración para empezar a investigar en el tema. Popov, que era catedrático de física en la Escuela Imperial Rusa de Torpedos de Kronstadt, construyó diversos prototipos desde 1894 e hizo una demostración en 1896 ante la Sociedad Rusa de Física y Química en la que varias fuentes afirman que se transmitió por telegrafía sin hilos las palabras «Heinrich Hertz», mientras que otras fuentes no contemplan la posibilidad de que esto pudiese haber sucedido antes de mediados de 1896, fecha en la que Marconi ya estaba realizando transmisiones. Sea como fuere, Popov es hoy en día considerado el inventor de las radiocomunicaciones en Rusia, donde cada 7 de mayo se celebra el día de la Radio.
Sin embargo, fue Guillermo Marconi quien patentó, diseñó e implementó un sistema de radiocomunicación efectivo alrededor de todo el mundo bajo su supervisión y estrechamente ligado a las comunicaciones en el mar. Marconi, con el apoyo financiero de su padre, empezó a desarrollar un sistema de telegrafía sin hilos a la temprana edad de veintiún años, en 1895. Experimentó de forma empírica con cohesores de Branly y antenas de fabricación casera en una finca de su padre, logrando transmisiones de hasta un kilómetro de distancia, hasta que en 1896 Marconi se desplazó a Londres para continuar con sus experimentos. Allí contó con el apoyo de William Henry Preece, ingeniero jefe en la British Post Office que también había llevado a cabo experimentos telegráficos y telefónicos, y bajo el paraguas de la compañía se realizaron pruebas en 1896 y 1897 en las que se logró transmisiones a distancias de 7 km en tierra y 14 km sobre agua salada. El éxito fue tal que en ese mismo año Marconi fundó la Wireless Telegraph and Signal Company Limited, logró progresivamente aumentar el alcance de sus equipos —tardó más de dos años en percatarse de la importancia de sintonizar el tamaño de la antena emisora con el de la receptora—, y los embarcó e instaló por todo el globo. Cuando empresas como la alemana Telefunken, fruto de la unión de Siemens & Halske y AEG en 1903, aumentaron la presión sobre el proyecto de Marconi este dejó de comercializar sus equipos y se centró en desplegar una red de estaciones terrenas, que daban cobertura en las principales rutas comerciales, y equipar a los barcos no sólo con equipamiento de la compañía, si no con operadores en nómina que sólo se comunicaban con las estaciones de su propia red; esta práctica acabó con la aprobación en la Primera Conferencia Radiotelegráfica Internacional en 1906 del Convenio de Radiocomunicaciones y su reglamento anexo, pero para entonces la empresa de Marconi ya dominaba la comunicación en el mar.
Como hubo ocurrido con el telégrafo, varios episodios demostraron que la radiotelegrafía era una herramienta con la que evitar grandes tragedias humanas, relatando otro capítulo de gran importancia en la historia de la disciplina y su aceptación como un pilar de la sociedad moderna.
A principios del xx aparece el teletipo que, utilizando el código Baudot, permitía enviar texto en algo parecido a una máquina de escribir y también recibir texto, que era impreso por tipos movidos por relés.
El término telecomunicación fue definido por primera vez en la reunión conjunta de la XIII Conferencia de la UTI (Unión Telegráfica Internacional) y la III de la URI (Unión Radiotelegráfica Internacional) que se inició en Madrid el día 3 de septiembre de 1932. La definición entonces aprobada del término fue: "Telecomunicación es toda transmisión, emisión o recepción, de signos, señales, escritos, imágenes, sonidos o informaciones de cualquier naturaleza por hilo, radioelectricidad, medios ópticos u otros sistemas electromagnéticos".
El siguiente artefacto revolucionario en las telecomunicaciones fue el módem que hizo posible la transmisión de datos entre computadoras y otros dispositivos. En los años 60 comienza a ser utilizada la telecomunicación en el campo de la informática con el uso de satélites de comunicación y las redes de conmutación de paquetes. La década siguiente se caracterizó por la aparición de las redes de computadoras y los protocolos y arquitecturas que servirían de base para las telecomunicaciones modernas (en estos años aparece la ARPANET, que dio origen a la Internet). También en estos años comienza el auge de la normalización de las redes de datos: el CCITT trabaja en la normalización de las redes de conmutación de circuitos y de conmutación de paquetes y la Organización Internacional para la Estandarización crea el modelo OSI. A finales de los años setenta aparecen las redes de área local o LAN.
En los años 1980, cuando los ordenadores personales se volvieron populares, aparecen las redes digitales. En la última década del siglo XX aparece Internet, que se expandió enormemente, ayudada por la expansión de la fibra óptica; y a principios del siglo XXI se están viviendo los comienzos de la interconexión total a la que convergen las telecomunicaciones, a través de todo tipo de dispositivos que son cada vez más rápidos, más compactos, más poderosos y multifuncionales, y también de nuevas tecnologías de comunicación inalámbrica como las redes inalámbricas.

## Contenido de la disciplina

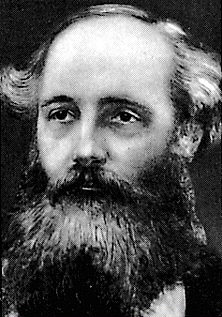
El físico James Clerk Maxwell, quien modeló por completo el concepto de onda electromagnética a través de sus ecuaciones.

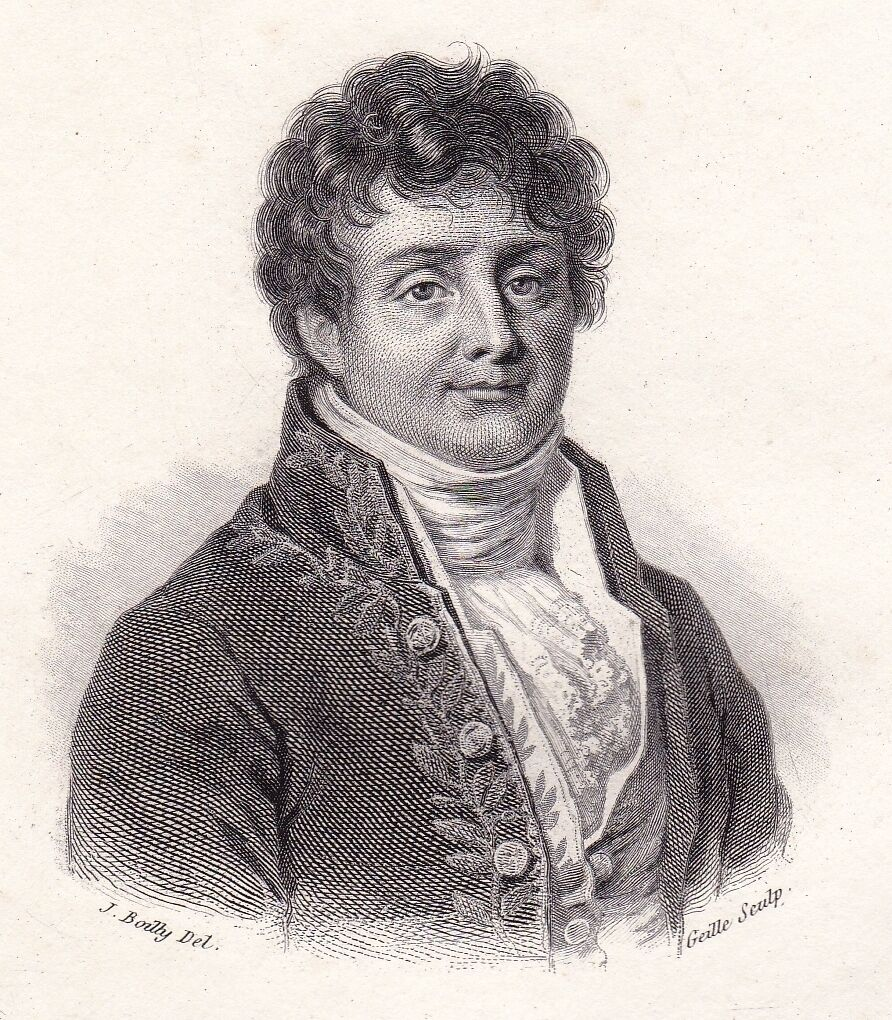
La transformada de Fourier, inventada por el ingeniero Joseph Fourier, permite analizar el espectro de frecuencias de una señal.

La bibliografía que cubre los criterios de verificabilidad de esta sección puede encontrarse en la sección de bibliografía.

### Base teórica
La telecomunicación se basa en otras disciplinas de las que obtiene herramientas muy potentes para modelar los diferentes sistemas con los que transmitir y recibir la información que conforma cada comunicación y proceder a su implementación.
- Matemáticas: Como ciencia formal, las matemáticas ofrece el medio de expresar formalmente los modelos que intervienen en la transmisión de la información y herramientas para su análisis, como el álgebra, cálculo y cálculo diferencial, estadística... Destacan herramientas como la transformada de Fourier o la transformada de Laplace.
- Física: La física proporciona el estudio del medio que nos rodea y sobre el cual se establecen los sistemas de telecomunicación. Destaca el electromagnetismo. Su base matemática fue desarrollada por el físico escocés James Clerk Maxwell en su obra Treatise on Electricity and Magnetism (1873), que introdujo el concepto de onda electromagnética y permitió una descripción matemática adecuada de la interacción entre electricidad y magnetismo mediante sus ecuaciones fundamentales que describen y cuantifican los campos de fuerzas.
- Teoría de la información: Permite evaluar la capacidad de un canal de comunicación de acuerdo con su ancho de banda y su relación señal-ruido. Fue el científico de los laboratorios Bell Claude E. Shannon quien con la publicación en 1948 del estudio titulado Una teoría matemática de la comunicación conformó los dichos modelos matemáticos usados para describir sistemas de comunicación.
- Teoría de sistemas y teoría de control: Estos estudios interdisciplinarios permiten modelar los diferentes sistemas de telecomunicación. La teoría de sistemas modela la aportación individualizada de cada elemento que conforma un sistema mientras que la teoría de control modela su evolución en el tiempo, que puede ser automática.
- Teoría de colas: Permite modelar la calidad de servicio con la que los usuarios disfrutan de los servicios de comunicación.
- Informática: Permite programar los protocolos de comunicaciones o simularlos.
- Electrónica: Los sistemas de telecomunicación están basados tanto en circuitos electrónicos analógicos como en circuitos digitales, impulsados a través de la introducción masiva de circuitos integrados, y que ha permitido aprovechar completamente las ventajas del procesamiento digital de señales. Así se pueden implementar, por ejemplo, filtros con los que poder discriminar ciertas frecuencias de una señal; es lo que se hace al sintonizar una radio o un televisor.

### Información, comunicación y lenguaje. Digitalización
La telecomunicación tiene por objetivo establecer una comunicación a distancia, y toda comunicación lleva asociada la entrega de cierta información, pues desde el punto de vista técnico hasta la función fática aporta información al mensaje, a través de un lenguaje.
Esta información se obtiene de las denominadas fuentes de información: sonido, imagen, dato, señales biomédicas, señales meteorológicas... y en definitiva cualquier forma de señal analógica, discreta o digital. Estas fuentes se procesan y tratan con el fin de proceder a su estudio tanto en el tiempo como en la frecuencia y buscar así la forma más eficiente de transmitirlas. Se atiende a criterios tales como el ancho de banda de la señal o la tasa de transferencia con el fin de transmitir la mayor información posible con el menor número de recursos sin que haya interferencias ni pérdidas de información. Así, se aplican técnicas de compresión que permiten reducir el volumen de información sin afectar gravemente al contenido del mismo.

Ejemplo de señal digitalizada.
La digitalización permite procesar señales físicas —sonido, imagen...— con computadoras.

Una forma de obtener esa información que ha tomado gran importancia es la digitalización, que consiste en caracterizar señales analógicas con señales digitales. El proceso consisten en muestrear la señal el suficiente número de veces como para que se pueda reproducir de nuevo la señal original con la interpolación de sus muestras. Mediante el criterio de Nyquist-Shannon, teorema fundamental de la teoría de la información, se deduce que solo es necesario muestrear la señal al doble de su frecuencia; por ejemplo, en la voz humana, que tiene un ancho de banda de unos 4 kHz, solo es necesario muestrear a 8 kHz (8000 muestras por segundo). El siguiente paso consiste en cuantificar dichas muestras, esto es, asociarles un valor discreto preestablecido según el código utilizado —en este paso del proceso se pierde parte de la información, pero lo suficientemente pequeña como para que sea despreciable—. Por último, en la codificación, cada valor es representado con un símbolo de un código binario.
Por último, es necesario un lenguaje en el que codificar esa información y que sea conocido tanto por el emisor como por el receptor. En el ámbito de la telecomunicación ese lenguaje se denomina protocolo de comunicación, que no solo define el idioma utilizado, sino también las características técnicas de la comunicación.

### Sistemas de comunicación
Un sistema de comunicación o de transmisión es cualquier sistema que permite establecer una comunicación a través de él. Esta definición incluye tanto la red de transmisión, que sirve de soporte físico, como todos los elementos que permiten encaminar y controlar la información: 
- Emisores: es la parte del sistema que codifica y emite el mensaje. Puede ser una antena, una computadora, un teléfono...
- Receptores: es todo dispositivo capaz de recibir un mensaje y extraer la información de él. Es el caso de una radio, un televisor...
- Medio de transmisión: El soporte físico por el que se transmite la información, ya sea alámbrico (medio guiado) o inalámbrico (medio no guiado).
- Repetidores: Son dispositivos que amplifican la señal que les llega, por lo que se pueden establecer comunicaciones a gran distancia.
- Conmutadores: Son dispositivos encaminan cada trama de red hacia su destino en una red de computadoras.
- Encaminadores: (routers en inglés): Son dispositivos que permiten elegir en cada momento cual es el camino más adecuado para que las tramas de red lleguen a su destino en una red con soporte TCP/IP.
- Flltros: Dispositivos que permiten el paso de ciertas frecuencias de la señal pero impiden el paso de otras. Se usan para sintonizar (demultiplexar) canales en una radio o en un televisor, por ejemplo.

Un sistema de transmisión se modela de forma matemática tanto con la teoría de sistemas como por la teoría de control. De esta forma se puede valorar las diferentes aportaciones de los componentes por separado y las funciones matemáticas que estos aportan. En este sentido, todo un conjunto de componentes se puede reducir a una sola aportación neta; se dice entonces que la salida es la respuesta de un sistema a una entrada o que el sistema responde a la entrada con cierta salida. De forma análoga también toma gran relevancia la teoría de colas, ya que permite relacionar los servicios que se pueden prestar con la calidad de servicio de estos y los recursos necesarios para su implementación.
Un sistema de comunicación efectivo es aquel que satisface de forma satisfactoria tres necesidades esenciales:
- Entrega: El sistema debe transmitir toda la información allí donde debe. Además en ocasiones es necesario que el sistema garantice que esa información únicamente la va a recibir donde está previsto.
- Exactitud: El sistema debe entregar la información con exactitud y sin modificarla. Los datos que se alteran en la transmisión deben de poder recuperarse a través de códigos detectores y correctores de error u otras técnicas.
- Puntualidad: El sistema debe entregar la información en el intervalo de tiempo previsto para ello. En el caso de transmisiones en tiempo real de vídeo, audio o voz, la entrega puntual significa entregar los datos a medida que se producen sin un retraso significativo.

Para conseguir estos objetivos se diseñan el sistema de comunicación con componentes que permitan dar una calidad de servicio adecuada a la aplicación del sistema, diseñándolo e implementándolo con elementos adecuados. Sin embargo no se puede controlar todas los que intervienen en la transmisión, pues existen fenómenos que alteran la calidad del servicio: ruido impulsivo, ruido de Johnson-Nyquist (también conocido como ruido térmico), tiempo de propagación, función de transferencia de canal no lineal, caídas súbitas de la señal (microcortes), limitaciones en el ancho de banda y reflexiones de señal (eco). Sin embargo, muchos sistemas de telecomunicación modernos aprovechan algunas de estas imperfecciones para mejorar la dicha calidad.

### Medios de transmisión

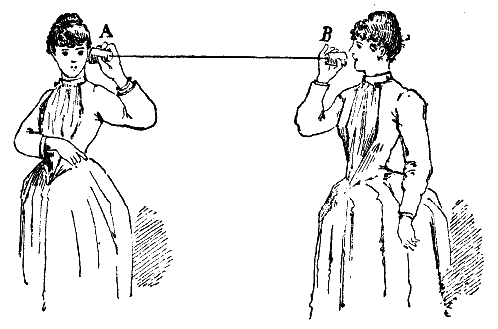
Diagrama de un teléfono de latas.
En un teléfono de latas la cuerda vibrante es un medio de transmisión guiado. El aire contenido entre la lata y la boca del hablante funciona como un medio de transmisión no guiado.

Un medio de transmisión es el canal que permite la transmisión de información entre dos terminales de un sistema de transmisión. La transmisión se realiza habitualmente empleando ondas electromagnéticas que se propagan a través del denominado canal de comunicación. A veces el canal es un medio físico y otras veces no, ya que las ondas electromagnéticas son susceptibles de ser transmitidas por el vacío.
Se pueden clasificar en dos grandes grupos: medios de transmisión guiados y medios de transmisión no guiados. Además, los medios de transmisión se clasifican según sus características de atenuación, adición de ruido, distorsión o retardo de la señal que contiene la información, por lo que cada medio de transmisión será adecuado para una aplicación concreta.
Son medios de transmisión guiados los constituidos por un canal sólido por el que se transmite la información en forma de variación de una magnitud física. Así, aunque rudimentario, la cuerda que une los dos extremos de un teléfono de latas constituye un medio de transmisión guiado, en este caso de ondas sonoras.
Por el contrario, un medio de transmisión no guiado es aquel que sirve de soporte para que se produzca la variación de la magnitud, pero no la dirigen por un camino específico. Es el caso, en contraposición del ejemplo anterior, del sonido cuando hablamos con otra persona cara a cara.

#### Medios de transmisión guiados
En el contexto de telecomunicación actual la mayor parte de los medios guiados son cables de distintos metales como el cobre. En la red telegráfica se usaban cables sin cubierta maleable suspendidos de travesaños en postes. Este tipo de cables estaba expuesto a interferencias y a cortocircuitos, pero considerando la baja velocidad del telégrafo, funcionaron convenientemente bien. Para evitar estos problemas lo cables se recubrieron con aislamiento, generalmente plástico. El más común era cable telefónico compuesto de dos hilos de cobre paralelos, aunque actualmente se usa el cable trenzado, el cual es más resistente a las interferencias electromagnéticas. Con la expansión de las telecomunicaciones fue necesario extender cables para interconectar los distintos continentes, por lo que se instalaron cables submarinos.
El par trenzado es el medio guiado más económico y más usado para aplicaciones generales. Inventados por Alexander Graham Bell en 1881, consiste en dos alambres de cobre aislados, que se trenzan de forma helicoidal. Puesto que dos alambres paralelos constituyen una antena simple; en el par trenzado las ondas de diferentes vueltas se cancelan, por lo que la radiación del cable es menos efectiva y permite reducir la interferencia eléctrica tanto exterior como de pares cercanos. Este tipo de cables puede estar o no protegido por una malla protectora metálica, pudiendo ser así STP (Shielded Twisted Pair, par trenzado acorazado), UTP (Unshielded Twisted Pair, par trenzado sin coraza) o FTP (Foiled Twisted Pair, par trenzado forrado en hoja metálica).
El cable coaxial también se compone de dos conductores, pero en este caso uno de ellos es un alambre interno y el otro una malla metálica que lo rodea. Los dos conductores están separados por un aislante y la malla tiene una cubierta de plástica.
La fibra óptica es un enlace hecho con un hilo muy fino de material transparente de pequeño diámetro y recubierto de un material opaco que evita que la luz se disipe. Por el núcleo, generalmente de vidrio o plásticos, se envían pulsos de luz, no eléctricos. Hay dos tipos de fibra óptica: la multimodo y la monomodo. En la fibra multimodo la luz puede circular por más de un camino pues diámetro del núcleo es de aproximadamente 50 µm. Por el contrario, en la fibra monomodo solo se propaga un modo de luz, la luz solo viaja por un camino. El diámetro del núcleo es más pequeño (menos de 5 µm).
| Medio de transmisión | Material | Ancho de banda (MHz) | Tasa de transferencia (Mbit/s) | Usos |
| -------------------- | -------- | -------------------- | ------------------------------ | ---- |
| Par trenzado         | metal    | 3                    | 4                              |      |
| Cable coaxial        | metal    | 350                  | 500                            |      |
| Fibra óptica         | vidrio   | 2000                 | 2000                           |      |

#### Medios de transmisión no guiados
Como medios de trasmisión no guiados destacan aquellos que usan variaciones del campo electromagnético, manifestación física del electromagnetismo, como soporte para transmitir la información. A finales del siglo XIX varios experimentos consiguieron realizar comunicaciones a través de ondas de radio. Si bien, la primera comunicación inalámbrica trasatlántica se estableció en 1901 de la mano del ingeniero Guillermo Marconi, utilizando diseños del científico Nikola Tesla. A partir de este momento la radiocomunicación tomó forma y se vio impulsada en la segunda década de siglo, con el hundimiento del Titanic en 1912 o la Primera Guerra Mundial en el 1914 como escenarios de fondo que demandaban este tipo de comunicaciones.
Con la radiocomunicación se pueden establecer telecomunicaciones a través de las denominadas radiofrecuencias, la parte del espectro de frecuencias menos energética. La transmisión y recepción de ondas de radio se realizan con una antena, un dispositivo que transforma variaciones del voltaje que se le aplica en ondas electromagnéticas y viceversa. Los servicios que se pueden aprovechar de esta tecnología son la radiodifusión, la televisión, la telefonía móvil o las comunicaciones entre radioaficionados.
A las frecuencias comprendidas entre 300 MHz y 300 GHz (UHF, SHF y EHF) se le denominan microondas. En la telecomunicación, las microondas son muy explotadas en la actualidad ya que atraviesan fácilmente la atmósfera con menos interferencia que otras longitudes de onda mayores y este espectro posee un ancho de banda mayor, por lo que se pueden establecer más bandas. Por ejemplo, las microondas se usan en los informativos para transmitir una señal desde una localización remota a una estación de televisión mediante una camioneta especialmente equipada. El estándar 802.11 también usa microondas para, entre otros, implementar los servicios de Wi-Fi.
En la práctica un radiocomunicación puede tener millones de kilómetros de distancia; por ejemplo, en la exploración espacial se siguen recibiendo datos de sondas espaciales que se encuentran a más de 100 ua, como la misión Voyager, mediante la red del espacio profundo DSN.
| Nombre                         | Nombre inglés            | Abreviatura inglesa | Banda ITU | Frecuencias     | Longitud de onda    |
| ------------------------------ | ------------------------ | ------------------- | --------- | --------------- | ------------------- |
|                                |                          |                     |           | < 3 Hz          | > 100 000 km        |
| Frecuencia extremadamente baja | Extremely low frequency  | ELF                 | 1         | 3 – 30 Hz       | 100 000 – 10 000 km |
| Super baja frecuencia          | Super low frequency      | SLF                 | 2         | 30 – 300 Hz     | 10 000 – 1 000 km   |
| Ultra baja frecuencia          | Ultra low frequency      | ULF                 | 3         | 300 – 3 000 Hz  | 1 000 – 100 km      |
| Muy baja frecuencia            | Very low frequency       | VLF                 | 4         | 3 – 30 kHz      | 100 – 10 km         |
| Baja frecuencia                | Low frequency            | LF                  | 5         | 30 – 300 kHz    | 10 – 1 km           |
| Media frecuencia               | Medium frequency         | MF                  | 6         | 300 – 3 000 kHz | 1 km – 100 m        |
| Alta frecuencia                | High frequency           | HF                  | 7         | 3 – 30 MHz      | 100 – 10 m          |
| Muy alta frecuencia            | Very high frequency      | VHF                 | 8         | 30 – 300 MHz    | 10 – 1 m            |
| Ultra alta frecuencia          | Ultra high frequency     | UHF                 | 9         | 300 – 3 000 MHz | 1 m – 100 mm        |
| Super alta frecuencia          | Super high frequency     | SHF                 | 10        | 3 – 30 GHz      | 100 – 10 mm         |
| Frecuencia extremadamente alta | Extremely high frequency | EHF                 | 11        | 30–300 GHz      | 10 – 1 mm           |
|                                |                          |                     |           | > 300 GHz       | < 1 mm              |

Mención aparte merecen los satélites de comunicaciones por el papel que desempeñan en la telecomunicación actual. Desde el lanzamiento del Telstar 1 en 1962 los satélites se han usado para la retransmisión de comunicaciones a gran distancia. La primera aplicación importante para los satélites de comunicaciones fue la telefonía a larga distancia, utilizando un satélite geosíncrono como conexión entre nodos de la red telefónica. Posteriormente se adaptaron otros servicios como la telefonía satelital móvil, radio satelital, televisión por satélite e Internet por satélite.

### Técnicas básicas de las comunicaciones
Las redes de comunicaciones tienden a ser complejas cuando el número de usuarios de éstas crece de una manera considerable, como ocurrió a principios de siglo XX con la red telefónica conmutada. Históricamente son varios los objetos y técnicas que han permitido reducir los recursos necesarios de las redes y aumentar las capacidades de las ya existentes. De hecho, el bucle de abonado suele ser un par de cobre, que se inventó a finales del siglo XIX para telefonía, pero que aún hoy se puede usar para ciertos servicios de ADSL o IPTV, tecnologías mucho más avanzadas que el teléfono.
Mediante la conmutación se conectan los diferentes nodos que existen en la red permitiendo elegir el camino más eficiente entre los dos terminales. En un principio la conmutación se llevaba a cabo de forma manual mediante la conmutación de circuitos. El operador establecía una conexión física entre la línea entrante y la saliente con un cable a petición del cliente. Más tarde se desarrollaron sistemas de conmutación automatizada por motivos de privacidad, como el sistema Rotary. La conmutación de paquetes se refiere a la que se hace en las redes informáticas con los paquetes de datos, donde cada nodo o enrutador elige el camino más apropiado para la información; similar a la que se hace en el correo postal.
Otra técnica muy usada es la modulación, que permite introducir la información contenida en una onda electromagnética en otra denominada onda portadora. De esta manera se resuelven ciertos problemas técnicos que aparecen a la hora de transmitir ciertas señales, como por ejemplo el asociado al tamaño de la antena. Ésta debe tener el tamaño de la longitud de onda de la señal que irradie; al modular la señal en una portadora de frecuencia superior, y por tanto menor longitud de onda, se puede usar una antena más pequeña. También tiene importantes aplicaciones en la multiplexación de señales y es una forma de reducir la distorsión que sufre la señal durante la transmisión. La modulación es la técnica que se utiliza en la radiodifusión AM y FM, por ejemplo.
Por último, mediante técnicas de acceso múltiple al medio se usa el mismo medio de transmisión para enviar varias comunicaciones, de tal forma que se reduce significativamente el número de cables usados o se usa el espacio libre de forma compartida y ordenada. Por ejemplo, la multiplexación divide la capacidad de transmisión de un medio en ranuras o ventanas para cada una de las transmisiones. En el caso de la multiplexación por división de tiempo se dividen los mensajes en segmentos y se asigna una ventana de tiempo para realizar cada transmisión, que se recuperan sincronizando ambos extremos. Se usa, por ejemplo, en la telefonía móvil GSM. En la multiplexación por división de frecuencia lo que se divide en ventanas o slots es el espectro de frecuencias, modulando cada transmisión en una frecuencia distinta de tal forma que no se superpongan, y se recupera usando un filtro electrónico para cada frecuencia. Se usa, por ejemplo, en la radiodifusión FM en la que decenas de canales de radio se transmiten por el aire a la vez pero solo una se escucha en el receptor.

### Redes y servicios de telecomunicación
Una red de telecomunicación es el conjunto de todos los sistemas necesarios para el intercambio de información entre los usuarios del sistema. Estos sistemas son precisamente los ítems tratados hasta ahora en este artículo. Así, sobre un conjunto de medios de transmisión se implementa un sistema de transmisión mediante tecnologías de procesado, multiplexación y modulación; y se diseñan unos protocolos de transmisión que permitan establecer comunicación con el que llevar a cabo un intercambio efectivo de información entre los usuarios.
Existen distintas formas de clasificar las redes de telecomunicación, entre los que destacan:
| Criterio              | Redes        | Descripción |
| --------------------- | ------------ | --- |
| Según su arquitectura | conmutadas   | Son aquellas en las que se establece un enlace entre el emisor y el receptor mediante técnicas de conmutación, multiplexación, etc., que dura mientras se transmite la información. Es el caso de las redes de telefonía o Internet. |
| Según su arquitectura | de difusión  | Son aquellas en las que el emisor trasmite la información a un enlace compartido, y son los receptores los que establecen la comunicación al sintonizar el terminal. Es el caso de la radiodifusión.                                 |
| Según su medio        | alámbricas   | Son aquellas que usan fundamentalmente medios de transmisión guiados, como cables o fibra óptica. |
| Según su medio        | inalámbricas | Son aquellas que usan fundamentalmente medios de transmisión no guiados, como antenas. |
| Según su servicio     | públicas     | Son aquellas que ofrecen un servicio al público en general, como la red telefónica o de televisión. A pesar de su nombre, por lo general no son de titularidad pública.                                                              |
| Según su servicio     | privadas     | Son aquellas que ofrecen un servicio a un público concreto, y generalmente desplegada para ese servicio en concreto, como es el caso de la red informática de una empresa o la red de comunicaciones de los bomberos de una ciudad.  |

En cada red, que presentará una topología adecuada, se suele distinguir entre la red de acceso, en la que se sitúan los terminales de la red por la que acceden los usuarios; y la red de tránsito o núcleo de red, donde se sitúan los sistemas necesarios para establecer la comunicación y evitar la pérdida de información —los nodos de la red y demás enlaces de telecomunicación—.
En el símil del correo postal, los buzones de correos y los carteros serían la red de acceso en la que cada usuario entrega la información y esta le es entregada al usuarios; mientras que las oficinas de correos, centrales y camiones de transporte entre municipios sería la red de tránsito, donde se decide qué hacer con cada carta para que llegue al destino de forma íntegra.
Sobre estas redes de comunicación se implementan distintas funcionalidades; un servicio de telecomunicación es un conjunto de prestaciones que el usuario recibe de la red. De nuevo en el símil del correo postal, los diferentes servicios podrían ser enviar una carta, un paquete o una carta documento —o burofax—; diferentes servicios que aprovechan la misma red. Los servicios de telecomunicación se pueden clasificar en:
| Servicios        | Descripción |
| ---------------- | --- |
| portadores       | Son aquellos servicios que ofrecen la capacidad necesaria para ofrecer otros servicios a los usuarios. Son, por ejemplo, los servicios que las cadenas de televisión o las torres de telecomunicaciones ofrecen a los distintos canal de televisión. |
| finales          | Son aquellos servicios que ofrecen al usuario la capacidad de comunicarse con otro usuario. Por ejemplo, es un servicio final el vídeo bajo demanda.                                                                                                 |
| de difusión      | Son aquellos servicios en los que la comunicación se realiza en un solo sentido, y en los que el usuario final decide libremente recibir la comunicación. Es el caso de un canal de televisión.                                                      |
| de valor añadido | Son aquellos servicios que aprovechan las capacidades de otros servicios para amplír las prestaciones que ofrecen. Es el caso del teletexto o los subtítulos que se transmiten de forma paralela al canal de televisión.                             |

#### Redes y servicios de voz y datos
La aplicación tradicional de la comunicación es la transmisión de voz y datos, pues permiten que dos personas intercambien mensajes de forma casi istantánea y efectiva; con importantes aplicaciones en la vida de las personas, en la gestión económica, en emergencias o en la guerra, por ejemplo. Son sistemas tempranos de este tipo de redes desde la red telegráfica o la red de teletipos (télex) hasta la comunicación con palomas mensajeras o los mensajes por semáforo.
Se conoce como Red Telefónica Conmutada a la red tradicional pública de telefonía; se dice 'pública' porque el acceso es libre a cualquier interesado y no porque sea de gestión pública, aunque pueda serlo. En esta red se utilizan como terminales de red teléfonos, a través del cual los usuarios hablan, y se conecta por el bucle de abonado a las centrales de distribución local; conformando así la red de acceso. Las distintas centrales telefónicas se interconectan entre sí a través de otras más grandes de forma jerárquica, conformando el núcleo de la red. Son centrales de conmutación de circuitos en las que se establece un canal fijo y exclusivo para cada comunicación y que no desaparece hasta que ésta finaliza. De forma tradicional la conexión del circuito era física, ya sea por conmutación manual o por un sistema de conmutación Rotary; pero actualmente se establece de forma digital en centrales telefónicas digitales. Así pues, la voz se digitaliza con 8 bit a unos 8 kHz.
Si se desea compartir datos entre varias computadoras se tendrá que establecer una red de computadoras. Una red de área local es una interconexión de ordenadores y periféricos con el objetivo de compartir tanto información como recursos, como impresoras o servidores. En este caso de redes se usan estándares como Ethernet o Token Ring y medios de transmisión como cable de par trenzado o cable coaxial. Sin embargo, una red de área amplia tiene una extensión más grande, como un país entero por ejemplo, y son establecidas por grandes empresas para su uso privado o por los ISP para ofrecer servicios de Internet.

#### Redes y servicios de difusión radio y TV
La radio y la televisión son, junto con los periódicos, los denominados medios de comunicación de masas ya que se trata de formas de comunicación difusivas en las que a una gran cantidad de personas les llega la información de pocas fuentes. Una red de difusión es aquella red orientada a entregar a varios puntos, de forma simultánea y síncrona, una copia idéntica de la misma información que ha sido generada por un punto. En las redes de radio y televisión, puesto que la atmósfera es un único medio de transmisión, solo se pueden enviar diferentes mensajes utilizando, típicamente, multiplexación en frecuencia. En el receptor se filtra o 'sintoniza' una de las señales y se demodula para reproducirla de forma íntegra. Es el caso de la televisión analógica, la TDT o la televisión por satélite; así como de las emisiones de radio AM y FM.
Otros medios de retransmitir radio y televisión de forma difusiva son la televisión por cable, que utiliza fibra óptica o cable coaxial para la transmisión; o la IPTV, que utiliza los servicios de datos sobre la red telefónica como la línea de abonado digital (xDSL). En estos casos se usa multiplexación por división de código.

#### Redes y servicios multiservicio de banda ancha: cuádruple play
El término banda ancha hace referencia a un gran número de tecnologías de trasporte de datos que los ISP denominan así para facilitar su comprensión al cliente; pero que en definitiva ofrecen el mismo servicio al usuario, pero con una calidad de servicio distinta, por lo que se denominan de la misma manera para su comercialización. Así, incluye tecnologías que permitan una conexión a Internet de 'alta' velocidad como la línea de abonado digital (xDSL), líneas basadas en fibra óptica o híbridas de fibra óptica y coaxial; o conexiones inalámbricas como la telefonía móvil 3G o el WiMAX.
Se denomina triple play al empaquetamiento sobre protocolo IP de servicios tales como voz (VoIP con teléfonos IP), televisión (IPTV) y banda ancha en un único paquete de suministro y, por tanto, un único producto de venta de servicios al usuario; la evolución natural del concepto, el cuádruple play, incluye el uso de redes móviles para la prestación de estos servicios. De esta manera, estos servicios se ofrecen al usuario usando sistemas y tecnologías parecidas, lo que se ha venido a denominar convergencia tecnológica de las TIC. La implementación total de este tipo de estructuras de redes daría como resultado la denominada red de siguiente generación.

#### Servicios telemáticos e internet
Son servicios telemáticos los que usan tanto sistemas informáticos como de telecomunicación, como son los que se ofrecen en redes de computadoras como Internet, la «red de redes». Este se trata de un conjunto de un gran número de redes de comunicación e informáticas interconectadas entre sí de forma descentralizada y voluntaria. Cada red que compone Internet está diseñada con una arquitectura y tecnologías que pueden ser muy diferentes; el éxito de Internet como sistema global se basa en que en todas estas redes se usa el mismo protocolo de comunicación, el mismo 'lenguaje', la familia de protocolos de Internet. El protocolo IP es capaz de encaminar el tráfico de datos en Internet como si ésta fuera una sola red lógica utilizando identificaciones para cada máquina (dirección IP) mientras que el protocolo TCP permite gestionar una transmisión efectiva de esos datos sin que se produzcan pérdidas. Otros protocolos importantes para el funcionamiento de Internet son, por ejemplo, HTTP, SMTP, SSH, FTP...
Un error habitual es confundir los diferentes servicios a los que se puede acceder por Internet con la internet propiamente dicha. Por ejemplo, la World Wide Web, conocida como la Web, es un conjunto de protocolos que permite visualizar archivos de hipertexto alojados en otras máquinas; pero es habitual la confusión entre 'Internet' y 'la Web'. Otros servicios serían el envío de correo electrónico (SMTP), la transmisión de archivos (FTP y P2P), las conversaciones en línea (IRC), la mensajería instantánea, la transmisión de contenido y comunicación multimedia —telefonía (VoIP), televisión (IPTV)—, los boletines electrónicos (NNTP), el acceso remoto a otros dispositivos (SSH y Telnet) o los juegos en línea. De hecho, se denominan proveedor de servicios de Internet a una empresa que conecta los dispositivos de los usuarios domésticos al resto de Internet permitiendo el acceso de éste a dichos servicios.

### Otras redes y servicios profesionales y académicos
Existen otras muchas redes que ofrecen servicios más específicos a empresas, instituciones académicas o de investigación, etc. A modo de ejemplo se puede mencionar
- Las intranet, las redes de cajeros automáticos o de almacenamiento de las empresas privadas;
- Las redes académicas y de investigación como GÉANT, Internet2, RedCLARA o la Red del Espacio Profundo; o
- Las redes profesionales como la radio de la policía, bomberos, aficionados, etc.

## Influencia de las telecomunicaciones
El desarrollo de las telecomunicaciones ha tenido lugar casi en exclusiva durante la Edad Contemporánea, y su influencia se ha dejado notar en el desarrollo de múltiples dimensiones de la actividad humana: la sociedad, la economía, la política, la paz y la guerra y, en definitiva, la historia.
La consolidación de las telecomunicaciones como una infraestructura básica las ha convertido en un factor histórico en sí mismas:

«De aquí en adelante la posición de una nación en el mundo será condicionada por tres factores: el petróleo, los transportes y las telecomunicaciones».
el presidente de los Estados Unidos Woodrow Wilson en la Conferencia de Paz de París de 1919.

Pero la telecomunicación excede un planteamiento meramente testimonial hasta haber conseguido eliminar casi por completo el espacio el tiempo.(Hernández 1974, p. 244)

### La influencia política

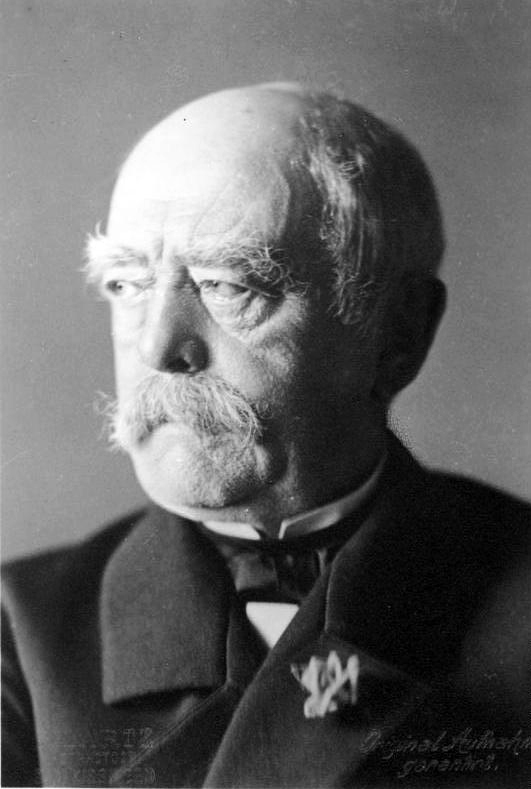
Fotografía de Otto von Bismarck en 1890.
A Otto von Bismarck, figura clave en la formación de Alemania, le agobiaba que todos los asuntos del Estado recayesen sobre él, dada la cercanía a ellos que le propiciaba el telégrafo. Así, llegó a afirmar que «Es lo más agradable estar en el fondo del bosque, donde ni una persona ni un telegrama pueden importunarme».

Las telecomunicaciones se perfilaron como un instrumento con el que centralizar el poder del Estado y conseguir así una gestión económica, militar y burocrática centralizada. De hecho, el uso de las telecomunicaciones en el seno de la Administración de un estado puede servir como un medio de control muy efectivo: «Fomentan el desarrollo del telégrafo porque este es el instrumento más poderoso de un déspota que desea controlar a sus funcionarios».
Tal es la importancia de las telecomunicaciones como un factor clave en el gobierno de los pueblos y estados que los medios telegráficos fueron desde su concepción objeto de un monopolio exclusivo del Estado —excepto algún caso notable como el de EE. UU. —. Por ejemplo, Francia empezó en 1837 a castigar con penas de cárcel o grandes multas cualquier comunicación a distancia con señales; ya que durante la Rebelión de junio de 1832 se concluyó que de haber tenido acceso al telégrafo los rebeldes hubieran supuesto una gran amenaza.

Sin ir más lejos, Curzio Malaparte señalaba en Técnica del golpe de Estado de 1931 que bastaba con que un puñado de hombre tomasen algunas estructuras clave del Estado, como las centrales telegráficas y telefónicas, para lograr su control efectivo. De forma análoga Trotski creía que un ataque revolucionario no debía tener como objetivo las centros de poder del Estado como la Duma, sino las infraestructuras básicas de este como los ferrocarriles, las centrales eléctricas o las centrales de telecomunicación. Esta concepción de la revolución, que tiene por objetivo tomar el control de las infraestructuras técnicas del Estado, ha sido puesta en práctica en diversas ocasiones: en el Golpe de Estado de mayo de 1926 en Polonia, o en el intento de Golpe de Estado de 1932 en España, entre otros.
Con el tiempo, los Estados permitieron a la ciudadanía y a las empresas el uso del excedente de tráfico en sus redes de telecomunicación, aunque como se consideraban de vital importancia para la soberanía y seguridad, seguían perteneciendo al Estado y este se reservaba su control.
Por último, pero no menos importante por ello, cabe destacar que las técnicas de telecomunicación hacen posible la existencia de los llamados medios de comunicación de masas —menos el notable caso del periódico—. Estos ejercen un papel muy importante en la política, pues suponen un nexo de unión de doble sentido entre los gobernantes y la ciudadanía:
- Sirven a la ciudadanía para canalizar sus deseos y aspiraciones al gobernante.
- Sirven al gobernante para comunicarse con la ciudadanía, o ejercer un control sobre ésta.

### La influencia en la guerra
El 8 de enero de 1815 unos 8000 soldados británicos atacaron por sorpresa a la guarnición de milicianos que el entonces general Andrew Jackson tenía en Nueva Orleans en el marco de la guerra anglo-estadounidense de 1812. La batalla de Nueva Orleans resultó en una masacre para las unidades británicas debido al potente fuego de artillería; pero más inquietante resulta saber que apenas 15 días antes se había firmado la paz, pero la noticia no cruzó el Atlántico hasta el 4 de febrero de ese año.
Un factor clave en la guerra son las comunicaciones, y en este sentido la telecomunicación se ha convertido un factor de gran relevancia e influencia; tanto es así que a lo largo de la historia las contiendas bélicas han impulsado el desarrollo de nuevas técnicas de telecomunicación. En la estrategia militar hay dos factores clave para el manejo de cualquier ejército: la unidad de acción y la rapidez en los movimientos.
Las primeras manifestaciones de comunicaciones a distancia en la historia antigua respondían precisamente a las necesidades bélicas de la época, como el uso de tambores, hogueras o señales de humo. El primer sistema de telecomunicaciones moderno, el telégrafo óptico de Chappe, se inventó en la Francia revolucionaria, sitiada por todas sus fronteras; donde un sistema de comunicaciones rápido y fiable se convirtió en un factor muy favorable en la contienda. Más reciente es la primera aplicación de la telegrafía eléctrica en la guerra, que se realizó en la Guerra de Crimea (1853–1856); en la línea telegráfica que se construyó entre Baltschick y Varna, punto de operaciones de las tropa anglofrancesas destinadas a la península de Crimea. Desde entonces, el uso del telégrafo ha sido decisivo en grandes contiendas como el Motín de la India de 1857, en la que desde Calcuta se comandó al grueso del ejército británico desplegado en toda la India; en las guerras de unificación italiana en 1859, en las que tanto el bando franco-piamontés como el austriaco usaron a gran escala el telégrafo; o en la Guerra de Secesión de Estados Unidos de 1861-1865, en la que se trató de usar —y destruir al contrincante— los avances técnicos de la época como la telegrafía, la aerostática, el ferrocarril o los barcos de vapor; entre otras.
El desarrollo de las telecomunicaciones permitió en la Primera Guerra Mundial (1914-1918) la generalización del uso de las telecomunicaciones en el campo de batalla. Si bien al inicio de la contienda los medios móviles eran escasos, conforme se consolidó el conflicto bélico la telecomunicación tomó un papel relevante en los frentes, para lo que se instalaron miles de kilómetros de líneas telegráficas y telefónicas; en las batallas navales, en las que los buques se comunicaban a través de la telegrafía sin hilos; así como en las batallas aéreas y misiones de reconocimiento aéreo, en las que destacó el uso de la radio. En la Segunda Guerra Mundial (1939-1945) nació el uso de la radiodifusión como arma psicológica y propagandística, en lo que se vino a llamar «la lucha de las ideas».
Por último, en la guerra moderna —desde el fin de la Segunda Guerra Mundial hasta la actualidad— han aparecido nuevas técnicas bélicas de enorme importancia como los misiles guiados o los vehículos aéreos de combate no tripulados; o nuevas formas de confrontación como la guerra electrónica, la guerra informática, la guerra de la información o la guerra centrada en redes.

### La influencia en la paz
Uno de los mayores consensos respecto a las telecomunicaciones se refiere al potencial de éstas como un factor clave para la consecución de la paz. Allí donde ocurre un suceso de cierta gravedad o urgencia, los sistemas de telecomunicación demuestran ser una herramienta de vital importancia para minimizar los efectos de dicho suceso, por lo que muchos autores coinciden en que en la telecomunicación tiene la capacidad de ser «el servicio más eficaz a la Humanidad».
Un ejemplo recurrente de dicha capacidad es el Molink, el «teléfono rojo», que fue un sistema de comunicaciones que en plena Guerra Fría comunicó de forma directa la cúpula de gobierno de los Estados Unidos y la Unión Soviética. Esta línea telegráfica, pues se trataba de un sistema de teletipos y no de un teléfono, permitía una comunicación instantánea y sin la posibilidad de malas interpretaciones entre las dos potencias, que comprometía a ambas partes de una forma casi presencial.

### La influencia económica
Las telecomunicaciones han formado parte de la maquinaria económica y financiera desde antes de la aparición de las tecnologías modernas, sobre todo desde el punto de vista del envío de noticias que pueden alterar el comportamiento de los agentes económicos. Una telecomunicación se realiza para enviar cierta información, y «la información es poder». Así, en 1815, el influyente Nathan Mayer Rothschild consiguió tener noticias de la victoria en Waterloo horas antes de la llegada de la noticia oficial gracias al uso de palomas mensajeras, por lo que en una maniobra especulativa vendió todos sus bonos de estado e hizo creer así que Inglaterra había perdido la guerra, lo que provocó el pánico y la venta masiva de activos, que luego recompró él mismo a bajo coste.
La inversión en telecomunicaciones genera un crecimiento dividido debido a que la propagación de las telecomunicaciones reduce los costos de interacción, expande los límites del mercado y amplía enormemente los flujos de información. Algunas revoluciones modernas de gestión, tales como la producción justo a tiempo (JIT) dependen completamente de una red eficiente de comunicaciones ubicuas.
Estas redes son desarrollos recientes. El trabajo de Roeller and Waverman (2001) sugiere que en la OECD, la difusión de las redes modernas de telecomunicaciones de línea fija era la responsable de un tercio del crecimiento de la producción entre 1970 y 1990. 
Para los países de ingresos altos, los teléfonos móviles también proporcionan un significativo crecimiento dividido durante el mismo periodo de tiempo. Suecia, por ejemplo, tuvo una tasa media de penetración móvil 64 por cada 100 habitantes durante el periodo de 1996 a 2003, la más alta penetración de móviles observada. En ese mismo periodo, Canadá tenía una tasa media de penetración móvil de 26 por cada 100 habitantes.
En las mismas condiciones, se estima que Canadá ha disfrutado de un crecimiento promedio del PIB de casi 1 por ciento más alto de lo que realmente era, la tasa de penetración móvil en Canadá se ha más que duplicado.

### La influencia social
Si de forma general se considera que las tres infraestructuras de una sociedad son la energía, el transporte y las comunicaciones, son las telecomunicaciones la principal forma de comunicación en la sociedad actual.
La influencia de las telecomunicaciones en la situación social de las personas se deja ver en conceptos como la sociedad del conocimiento, sociedad de la información o la sociedad de masas, teorías muy influyentes en la concepción actual de las sociedades industriales y posindustriales de la Edad Contemporánea —la actual—.
En el ámbito de los medios de comunicación de masas, el sociólogo Daniel Bell sostenía que en la historia pueden distinguirse cuatro grandes cambios o revoluciones asociadas a distintos modelos de sociedad:
- El lenguaje: Supuso que las comunidades humanas pudiesen coordinar su trabajo para perseguir un objetivo común.[87]
- La escritura: Permitió que apareciese la administración, con los pertinentes registros y transacciones económicas, y la transmisión del conocimiento —primeras bibliotecas—.[87]
- La imprenta: Sentó las bases de la sociedad industrial al permitir la sistematización y estandarización de los procesos, registros y transacciones; así como la educación de masas a través de las grandes tiradas de libros, publicaciones o periódicos.[87]
- Las telecomunicaciones: Han permitido la llamada sociedad posindustrial, una sociedad globalizada y basada en el saber teórico.[nota 8][88] En esta sociedad la información, el conocimiento y la creatividad son las nuevas materias primas de la economía, y la clase social de la sociedad de clases ha dejado de ser un aspecto identitario del individuo.[nota 8][87]

Así, ya en las décadas de 1970 y 1980, a los que pertenecen las teorías aquí explicadas, se consideró que las telecomunicaciones son una influencia esencial para la sociedad, ya que posibilita un diálogo directo e instantáneo capaz de hacer llegar a cualquier punto del planeta una misma idea, costumbre o mentalidad, condicionando el cambio social hacia una concepción más universal y sin fronteras de la humanidad.

Esta idea también queda recogida en el concepto de «aldea global», concebido por el canadiense Marshall McLuhan, para el cual, debido a la expansión de los medios de comunicación en los años 1950, el individuo pasaría a concebir el ancho mundo como una pequeña aldea global en la que la sociedad volvería a comportarse de forma mucho más tribal y cercana. Este concepto se ha ido ampliando con el tiempo hasta incluir dimensiones como redes de dependencias mutuas, solidaridad, defensa de ideales compartidos, como por ejemplo la ecología, el desarrollo sustentable o la democracia; un relativismo, debido a la falta de referencias universales, líderes y normas sociales emergentes; un mayor protagonismo de los individuos junto con la igualdad social; o que pequeños acontecimientos acontecidos en determinadas partes del mundo puedan tener efectos a una escala global: efecto mariposa, teoría del caos. Esto es, la globalización.

## Cooperación internacional en la telecomunicación
La cooperación internacional en el ámbito de las telecomunicaciones ha sido de vital importancia para entender la historia estas; pero además supuso una de las primeras formas modernas de organización internacional y que marcaría una forma de funcionamiento que se puede ver aún en las grandes organizaciones internacionales como la ONU.
En la primera mitad del siglo XIX ninguna telecomunicación sobrepasaba las fronteras entre las diferentes naciones de la época, que no eran pocas. Recuérdese, por ejemplo, que la Confederación Germánica agrupaba a 39 entidades territoriales distintas en una extensión asimilable a la actual Alemania. En este escenario, el primer acuerdo internacional fue el que firmaron Prusia y Austria el 3 de octubre de 1949. En este regulaban la actividad de la línea telegráfica entre Berlín y Viena, que transcurría paralela al ferrocarril que las unía, y establecía las prioridades de uso de la línea: asuntos de estado, información del tren y correspondencia comercial —si procedía—. A este acuerdo le siguieron el de Prusia y Sajonia y el de Austria y Baviera. En 1850 estos cuatro estados —Prusia, Austria, Sajonia, Baviera— formaron la Unión Telegráfica Austro-alemana, a la que se unieron otros estados germanos y los Países Bajos, y no desapareció hasta 1872. Como grandes aportaciones de esta Unión destaca la decisión en 1851 de conectar las líneas telegráficas en las fronteras, prescindiendo de los funcionarios que traducían y repetían los mensajes en estas; la elección del telégrafo de Morse como preferente; y la decisión de separar los acuerdos más generales e inmutables en un Convenio de los más técnicos y coyunturales, que se añadían a un Reglamento anexo al Convenio. De esta manera se reducían los contactos diplomáticos que solo modificaban tasas o aspectos técnicos.

La experiencia germánica prosperó y fue motivo de imitación. Tras los acuerdos entre Francia y Bélgica (1851), Francia y Suiza (1852), Francia y Cerdeña (1853) y Francia y España (1854); estos países formaron la Unión Telegráfica de Europa Occidental, con unas normas muy similares a la experiencia germánica. También se firmó un acuerdo en el 1852 entre Francia, Prusia y Bélgica que tenía la peculiaridad de que reconocía el derecho a usar los servicios del telégrafo internacional y al secreto de los telegramas, como precursor del derecho a la intimidad y al secreto de las telecomunicaciones. Este acuerdo fue después ratificado por Suiza, España, Cerdeña, Portugal, Turquía, Dinamarca, Suecia y Noruega, los Estados Pontificios, Rusia, las Dos Sicilias y Luxemburgo.

Para unificar por completo el servicio telegráfico en Europa, se firmó en París en 1865 del primer Convenio Telegráfico Internacional.

## Regulación y economía de las telecomunicaciones
La telecomunicación posee una regulación legislativa y normativa muy específica, así como organismos reguladores que velan por el cumplimiento de dichas regulaciones, pero que además se haya íntimamente ligada con el modelo económico del sector. Esto se debe a que de forma tradicional las telecomunicaciones eran un sector monopolizado por los distintos Estados, que se concebía como un servicio público —servicio universal—, pero que en los últimos años está sufriendo un proceso de reconversión a un mercado libre de competencia perfecta, lo que ha generado una situación transitoria de competencia regulada. Además, el carácter internacional de las redes de telecomunicación obliga a establecer condiciones comunes de tarificación e interconexión.

### Los recursos naturales
Una gran parte de las comunicaciones se llevan a cabo mediante tecnologías sin cables, esto es, mediante ondas electromagnéticas que se propagan por todo el medio que nos rodea. Pero la peculiaridad es que a diferencia de un medio guiado como un cable, en el que la excitación electromagnética es contenida por el propio material y su aislamiento; en el caso de las comunicaciones por radio solo existe un medio que es compartido, por lo que existe un gran riesgo de interferencias entre las distintas transmisiones. Para ello, la administración gestiona el uso y acceso a este recurso, que se puede considerar escaso a pesar de su gran dimensión.

Así, se establecen limitaciones en la manera en la que cada persona o empresa puede llevar a cabo transmisiones por el aire, siendo incluso necesario en la mayoría de ocasiones algún tipo de licencia o el pago de tasas. De hecho, existen muy pocas bandas de frecuencia de acceso libre sin licencia, aunque su distribución varía según el país. Algunas bandas libres son:
| Denominación                 | Uso | Tipo   | Frecuencias | Longitud de onda                                                                                                | Observaciones                                    |
| ---------------------------- | --- | ------ | ----------- | --- | ------------------------------------------------ |
| Banda ISM                    | Uso de dispositivos electrónicos en general: - Hornos microondas - Teléfonos inalámbricos - WLAN como Wi-Fi o HIPERLAN - WPAN como Bluetooth o ZigBee | Varias | Varias      | Varias | La más usada es la de 2,4 GHz                    |
| Banda PMR                    | Walkie-talkies | UHF    | 446 MHz     | 67,3 cm | En los Estados Unidos se usa la FRS              |
| Banda ciudadana              | Comunicaciones civiles: - Emergencias - Transportistas - Bomberos, etc.                                                                               | HF     | 27 MHz      | 11 metros | Limitaciones, tasas o licencias por país (véase) |
| Bandas para radioaficionados | Comunicaciones entre radioaficionados | HF     |             | Banda de 80 m Banda de 40 m Banda de 30 m Banda de 20 m Banda de 17 m Banda de 15 m Banda de 12 m Banda de 10 m | Varían según el país. Licencias según el país.   |
| Bandas para radioaficionados | Comunicaciones entre radioaficionados | VHF    |             | Banda de 6 m Banda de 2 m                                                                                       | Varían según el país. Licencias según el país.   |
| Bandas para radioaficionados | Comunicaciones entre radioaficionados | UHF    |             | Banda de 70cm Banda de 23cm                                                                                     | Varían según el país. Licencias según el país.   |

Desde el punto de vista técnico lo que se hace es dividir el medio de transmisión, el aire, en diferentes ventanas o slots de frecuencia. De esta manera, estas ventanas se reparten entre los interesados, siendo necesario en la mayoría de los casos cumplir una serie de requisitos y el pago de determinadas tasas. Además, se limita la potencia de la antena utilizada con el fin de que la emisión de una antena no interfiera las de alrededor.
La administración pública suele tener un organismo específico, un organismo regulador, que se encargue de regular la forma en la que los agentes interesados realizan sus transmisiones. Además sirve de intermediario entre las empresas que prestan servicios de telecomunicación, como los proveedores de servicios de Internet o los operadores de telefonía móvil, y sus clientes.

### El mercado de las telecomunicaciones
El mercado de las telecomunicaciones es un mercado altamente especializado y moderno, debido a la juventud de los conocimientos y tecnologías en los que se basa. Su evolución a lo largo de estos poco más de dos siglos de historia se ha marcado por el rápido crecimiento del número de tecnologías implicadas, servicios prestados y usuarios. Además, se ha evolucionado desde un contexto altamente estatizado y un marcado carácter de infraestructura básica y servicio público, mediante un proceso de liberalización, a un mercado libre pero que sigue regulado por la legislación de cada estado con el mismo carácter de servicio público. Mención aparte merecen los Estados Unidos, donde el sector siempre ha sido sostenido y gestionado por la iniciativa privada, llegando incluso a legalizarse monopolios en manos privadas.
Una de las muchas maneras en la que se estudia el mercado generado por la telecomunicación —a menudo llamado 'macrosector de las telecomunicaciones'— es dividiéndolo en los siguientes sectores:
- Redes: El conjunto de infraestructuras que transportan la información.
- Servicios: Las distintas prestaciones que se establecen en la red.
- Terminales: Los equipos necesarios para interactuar con las redes.
- Aplicaciones: La interfaz de los terminales con la que el usuario aprovecha los servicios.
- Contenidos: Los recursos a los que el usuario puede acceder: información, multimedia, almacenamiento...
- Facilitadores de la industria: Las regulaciones, normativas, estándares, etc.; que condicionan el mercado.

### La normalización en las telecomunicaciones
La telecomunicación permite el intercambio de información entre distintos sistemas que típicamente podrán estar basados en tecnologías muy distintas e incluso incompatibles entre sí. Además, existen muchos fabricantes de equipos, componentes e instrumental que compiten en un mercado común para ofrecer ideas y tecnologías propias que mejoren los productos existentes y conseguir así más cuota de mercado. Se presenta así un evidente problema de compatibilidad entre los distintos sistemas que pueden ser conectados entre sí; así como entre los productos de los distintos fabricantes si estos trataran de imponer su propio producto con tecnologías y características propias. En los actuales sistemas de comunicación, que tienden a la globalización de su uso y extensión, esta discordancia sería un inconveniente muy grande tanto para los usuarios que usan los servicios de telecomunicación como para los profesionales que diseñan e implementan estos servicios y las empresas proveedoras de estos.
La normalización o estandarización consiste precisamente en crear un conjunto de reglas que permitan a la industria fabricar equipos compatibles entre sí y con los estándares de calidad y seguridad que demanda tanto los estados como la sociedad. En el caso concreto de la telecomunicación, el objetivo principal de la normalización es definir cómo y con qué 'lenguaje' se comunican los distintos sistemas. Las consecuencias inmediatas de la normalización, además de la posibilidad de implementar sistemas heterogéneos, es que la investigación, desarrollo e innovación de nuevas tecnologías se convierte en una tarea, que si bien sigue siendo competitiva, se desarrolla de forma paralela y centrada en una línea de desarrollo común. Este fenómeno provoca que se acelere el ritmo con el que aparece nueva tecnología, y por tanto una mayor obsolescencia y un menor ciclo de vida de ésta; y el abaratamiento de la fabricación.
La normalización en las telecomunicaciones está muy asociada a los Organismos Internacionales de Normalización:
- La Unión Internacional de Telecomunicaciones (UIT o IUT en inglés), que nace en 1934 como heredera de la Unión Telegráfica Internacional (1865) y en 1947 es integrada en la Organización de Naciones Unidas. Desde 1993 la UIT, está organizada en tres sectores principales:
  - ITU-R: Sector de Radiocomunicaciones (antiguo CCIR)
  - ITU-T: Sector de Normalización de las Telecomunicaciones (antiguo CCITT)
  - ITU-D: Sector de Desarrollo de las Telecomunicaciones

La actividad normalizadora de este organismo se traduce en las llamadas recomendaciones sobre telefonía, telegrafía e interfaces de comunicación de datos, que sean adoptadas después por otros organismos como normas, como los fabricantes o las compañías de telecomunicaciones. Por ejemplo, algunas recomendaciones conocidas son la V.90 que hace referencia a los módems de 56 Kbps, la H.323 que hace referencia a los paquetes de señalización para establecimiento de llamadas de VoIP (voz sobre IP) o G.652 que específica las características de las fibras monomodo.
- La Organización Internacional para la Estandarización (OIS o ISO en inglés), surgida en 1948. Sus miembros son las organizaciones de normalización de los países miembros: IRAM, AENOR, CEN... La ISO emite normas sobre una cantidad variada de temas, como pueden ser las características de los postes telefónicos, normas de calidad, fabricación de ropa, redes de pesca y muchos otros temas. Si se desea leer una selección de estas normas, véase la lista de normas ISO.
- El IEEE (leído i-e-cubo en España e i-triple-e en Hispanoamérica) corresponde a las siglas del Institute of Electrical and Electronics Engineers (Instituto de Ingenieros Eléctricos y Electrónicos en castellano). El IEEE tiene un grupo de normalización que desarrolla normas en el área de ingeniería eléctrica y computación, como los estándares IEEE 802.x como Ethernet, Wi-Fi, WiMAX...

Finalmente, cabe mencionar otros grupos de normalización de gran importancia como son el Grupo de Trabajo en Ingeniería de Internet (IETF) o consorcios privados como el World Wide Web Consortium (W3C). Además, cuando se comenzó a desarrollar la red Internet (nacida de la red ARPANET de los Estados Unidos), los miembros que formaban parte de los grupos de investigación se comunicaban a través de informes técnicos que llevaban el nombre de RFC (Request For Comments, solicitud de comentarios es castellano). Estos informes técnicos daban (y siguen dando) lugar a normas que quedan numeradas según el orden cronológico de creación. Los RFCs establecen por ejemplo las normas para el funcionamiento del protocolo IP, del protocolo UDP, del correo electrónico, por nombrar solo algunos ejemplos.

## Telecomunicaciones y salud

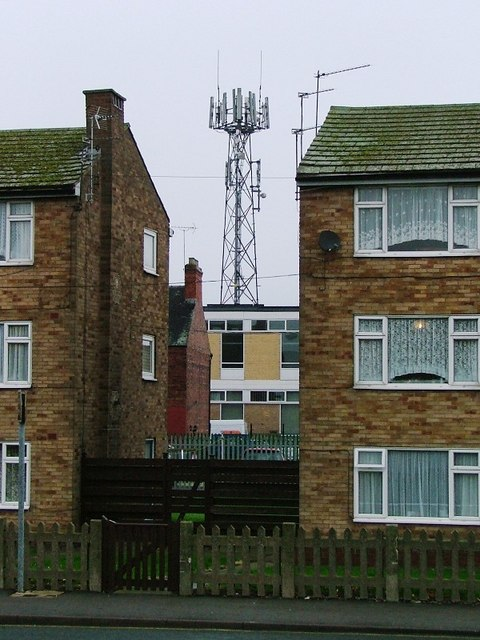
Diversas antenas en un entorno urbano.

Las tecnologías de las que hace uso las telecomunicaciones tiene una incidencia en la salud de las personas.

### Efectos malignos
En la actualidad, casi todas las telecomunicaciones se realizan usando fenómenos electromagnéticos, excepto las que se realizan por correo postal, mensajeros o palomas mensajeras. Estas comunicaciones pueden realizarse por medios de transmisión guiados o no guiados. Los medios de transmisión guiados son los cables, que no tienen mayor incidencia en la salud que la que pueda producir la toxicidad de sus materiales, por ejemplo. Son los medios no guiados, que usan el entorno abierto como medio, los que pueden reportar un mayor riesgo para la salud.
Tanto la energía eléctrica como la magnética son dos manifestaciones de la energía electromagnética; por lo que de la misma manera que una corriente eléctrica puede llegar a ser perjudicial para la salud, encontrarse inmerso en un campo electromagnético también puede serlo; todo depende de cómo de energético sea ese campo. En el caso concreto de las telecomunicaciones, que usan formas de radiación no ionizante, los factores que hay que tener en cuenta son la potencia de la antena que genera el campo electromagnético y la distancia a esta. La potencia representa la energía emitida por unidad de tiempo, mientras que la distancia reduce los efectos del campo con un factor cuadrático —como en el caso del sonido—, por lo que al estar a n metros de la antena, los efectos del campo se reducen n2 veces.
En este sentido, las tecnologías de uso cotidiano se presuponen seguras para el cuerpo humano, pues se diseñan para serlo. Los estados limitan la potencia que una antena pueda emitir para que no llegue a ser perjudicial para la salud. Así, por ejemplo, en España la limitación de potencia viene recogida en el Cuadro Nacional de Atribución de Frecuencias (CNAF) y la distancia de seguridad está regulada en el Real Decreto 1066/2001, de 28 de septiembre, por el que se aprueba el Reglamento que establece condiciones de protección del dominio público radioeléctrico, restricciones a las emisiones radioeléctricas y medidas de protección sanitaria frente a emisiones radioeléctricas. Sin embargo, son los efectos a largo plazo, o las exposiciones a muchos campos electromagnéticos de distinta naturaleza, lo que es objeto de estudio hoy en día. Ciertas instalaciones sí que son inseguras sin lugar a dudas, como una antena emisora de amplitud modulada que da servicio de radio a todo un país o una estación de radar, pero se encuentran debidamente señalizadas.